# JR東日本E235系電車
E235系電車（E235けいでんしゃ）は、2015年（平成27年）11月30日より営業運転を開始した、東日本旅客鉄道（JR東日本）の直流一般形電車。

## 概要
本系列は、2006年から首都圏の多くの線区に計3,000両以上を投入されているE233系の後継車種として、旅客サービスの向上、環境性能の向上、さらなる安全性・安定性の向上の3点を念頭に開発された、JR東日本の次世代の主力車種。当初は山手線への投入を目的として製造された。
従来のTIMSに代わる新しい列車情報管理システム「INTEROS」をはじめとする数多くの新機軸を導入し、利用客サービス向上だけでなくエネルギーコストやメンテナンスの低減を実現するなど、さらなる技術開発の成果を盛り込んでいる。総合車両製作所（J-TREC）のオールステンレス鉄道車両ブランドであるsustinaが採用されている。
開発イメージは「人と対話する車両」とし、キーワードを「お客さま、社会とコミュニケーションする車両」とした。外観については、前面の大きな窓や表示装置によって"人と人、人と社会をつなぐ情報の窓"を表現した。また、居住空間が広く感じられるオープンなデザインとしている。
製造メーカーは総合車両製作所横浜事業所・新津事業所。デザイン監修は工業デザイナーの奥山清行が担当した。
鉄道友の会の2017年ローレル賞受賞。

## 構造

### 車体
車体長は19,570/19,500 mm（先頭車/中間車）、車体幅は2,950 mm、連結面間距離は20,000 mmで、片側4箇所の両開き扉をもつ。従来のE233系などと同様のステンレス製軽量構体とし、台枠の一部を除き、ステンレスを用いた構体としているが、雨どいが外側に出ない車体断面を新たに採用。従来車両では、外側に出る雨どい部を車両限界内に収めるため、側外板の腰部から上をわずかに室内寄りに傾けていたが、本系列ではこれを垂直に立ちあげ、雨どいと一体化した。本系列は、総合車両製作所と東京急行電鉄（東急電鉄）が共同開発し、東横線5050系サハ5576にて登場した次世代オールステンレス車両「sustina」初の大都市向け通勤車両の量産モデルとなっている。
屋根構造としては、極力横風の抵抗を小さくするため、抵抗に対して影響の少ない空調装置部を除き歩み板を省略。連結妻面については、骨と外板の一部の接合部や、ほろ枠の部分にレーザー溶接を適用し、水密性を確保している。なお、構体へのレーザー溶接の適用は、JR東日本の車両では一部のE721系で実績があるが、首都圏のステンレス車両では初の試みとなる。
車体前面および側面には三菱電機製フルカラー式LED表示器が取り付けられており、行先や次停車駅を表示する。また、先頭車の前面ガラス破損時の復旧を早めるため、E231系やE233系と異なり前面ガラスが行先表示部と乗務員室内部とに分割できる構造となっており、側面の引き窓は、前面衝突強度を確保できる範囲で、高さ、幅ともにE233系よりも拡大している。先頭車の前面上部に設置された前部標識灯はLEDを採用しており、着雪を防ぐため、その部分の前面ガラスは熱線入りとしている。
E233系と比較してより平面的になった前面デザインは「スマートフォン」「電子レンジ」などと比喩されることがある。
オフセット衝突対策として、隅柱の断面を45度に切り取ったような位置に補強を追加し、衝突時に互いに離反する効果を持たせた。前面衝突対策としては前面のデザインが変わったものの、E233系やE231系近郊タイプと同等の強度を有しており、乗務員室をクラッシャブルゾーンとサバイバルゾーンに区分している。また、側面衝突対策としては、構体を構成する骨組みをリング状に配置している。
パンタグラフは、PS33HとPS36A シングルアームをモハE235形に1基または2基装備する。折りたたみ高さは3,950mmであり、中央本線内の狭小限界トンネルにも対応する。
空調装置は、各車両にAU737形（冷房能力 50,000 kcal/h）を屋根上に1台搭載し、室外送風機数を2台から1台に削減して送風機ファンの翼形状を変更したことにより、性能を確保しつつ低騒音化を実現している。また、冷房運転においては、データベースに蓄積された過去の各駅乗車率などから予測した次の駅の乗車率をもとに、必要に応じて次駅到着前に車内を予冷する予測制御を行うことができる。メンテナンス周期の延伸のため、装置内部の清掃性を大きく向上させている。その他にも、空気清浄装置はE233系とは異なりパナソニック製の「nanoe（ナノイー）」デバイスを搭載した空気清浄機を採用し、横流ファン（ラインデリア）付近の天井部に設置している。

### 車内
腰掛はE233系と同等の座り心地の片持ち式ロングシートであるが、デザインを一新。また、袖仕切りについては居住空間を広く感じられるように半透明の構造とした。つり手棒・袖仕切り・スタンションポールを枕木方向にそれぞれ連続的な曲線で接続しロールバー構造とすることで、側面衝突に対する車体変形量抑制を図った。この構造はE231系からの編入であるサハE235形4600番台および二階建て車以外の車両の車端部以外の袖仕切り部に、1両あたり6ヶ所の構成としている。
当初、窓上部および妻上部にデジタルサイネージを配置し、側天井の中吊り広告を廃止すると発表していたが、広告会社からの要望や需要もあり方針を転換し、従来からのE231系500番台において、JR東日本系列の広告代理店であるジェイアール東日本企画の広告料金表「ADトレイン」の項で設定されている枕木方向の「中づり」8か所と窓上部の「まど上」のうち、「まど上」については「まど上チャンネル」に、「中づり」のうち、貫通扉上（妻部）の2か所は「サイドチャンネル」に置き換えられ、当初の発表通り廃止されたものの、それ以外の6か所については存続させることになった。既存車両でも搭載している各扉上部の17インチ液晶ディスプレイ（トレインチャンネル）2画面に加えて、21.5インチの液晶ディスプレイを窓上部に3画面（まど上チャンネル）、妻上部に1画面（サイドチャンネル）新設した。まど上チャンネルは、3画面をつながった一つの画面のようにして使用することもでき、新たなデジタルサイネージならではのコンテンツについて今後検討を行うことにしている。なお、利用客の乗車位置（号車）と区間に合わせた停車駅の情報（乗換路線・ホーム案内図・駅構内図）や電車の混雑状況、車内温度などを確認できる「山手線トレインネット」は従来のE231系500番台と同様に引き続き利用できる。自動放送は日英対応だが、本系列では輸送障害時の情報にも対応している。
側引戸装置には、新規に開発した富士電機製のラック・アンド・ピニオン方式の電気式戸閉装置を採用した。この戸閉装置は従来の電気式戸閉装置とは異なり、戸閉状態においても空気式戸閉装置と同様に、常時お互いの扉が押し付け合う構造である。ロック装置に隙間を設けることで、走り始めるまでは挟まれたものを引き抜きやすいという特徴がある。
車椅子の利用客に限らず、ベビーカーの利用客など、その他必要な利用客も使用できるようにフリースペースを各車両に1か所ずつ設置した。このフリースペースにはより多くの利用客が利用しやすいように、レール方向に2段の手すりを設け、妻面には腰当てとしてクッションを設けた。さらに壁面の標記だけでなく、床敷物に大きく車椅子マークとベビーカーマークを示した。車外においても各車両に車椅子マークとベビーカーマークが掲出されている（E231系など従来型は先頭車2両のみ）。優先席については中間車のフリーペース向かい側にも3席設置し、サハE235形4600番台および二階建てグリーン車を除いた中間車は各車両9席設けている。

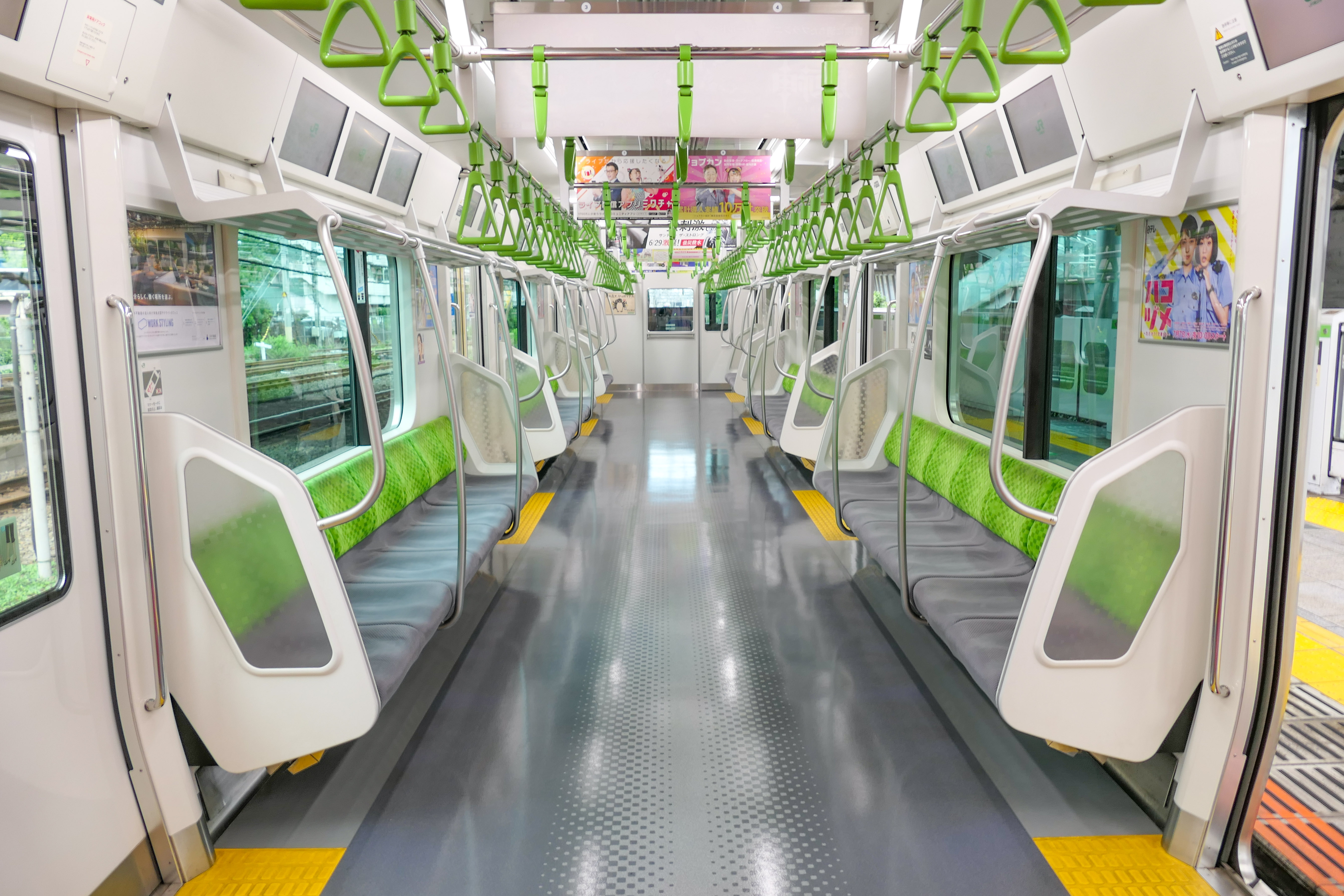
量産車の車内全景
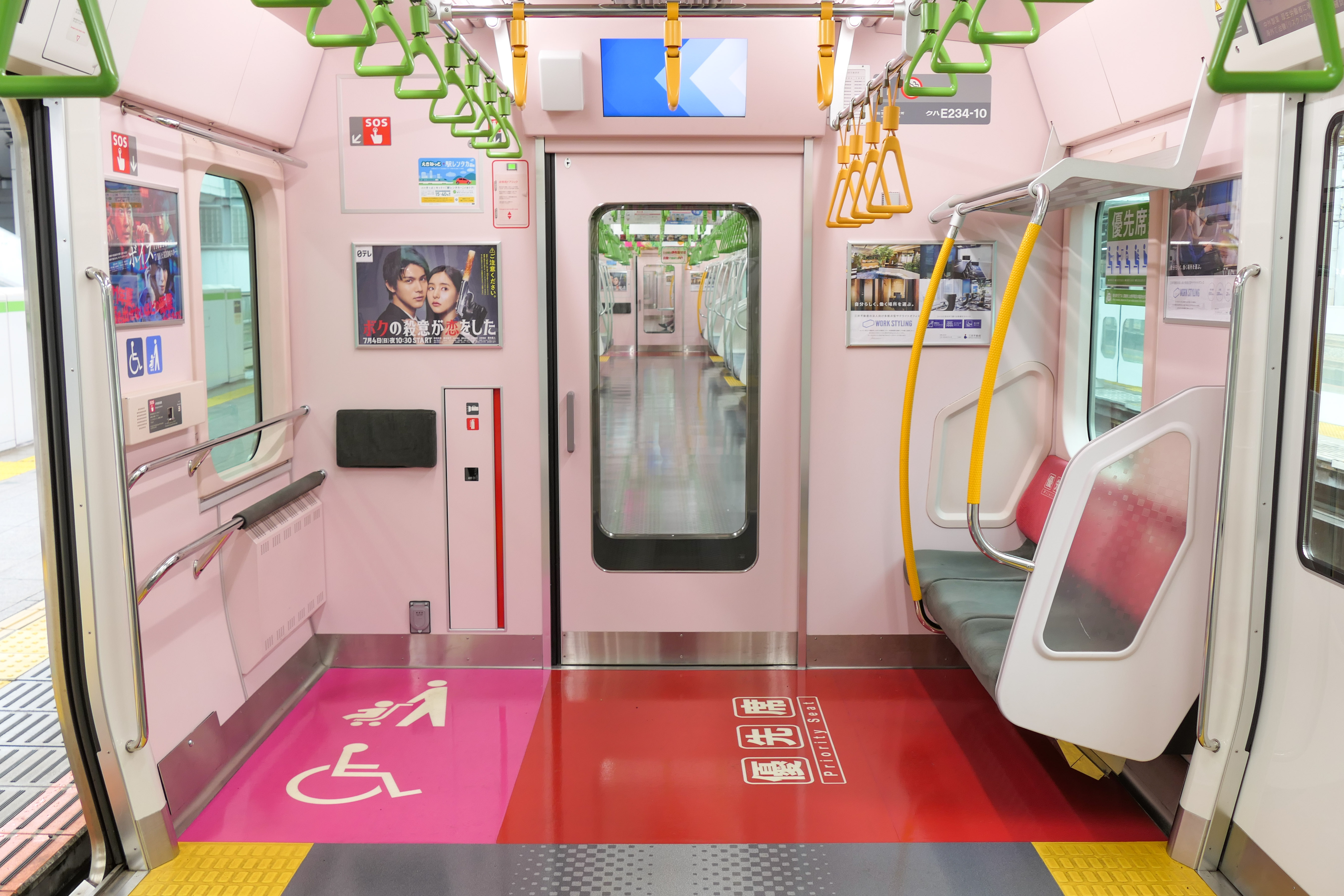
優先席・フリースペース
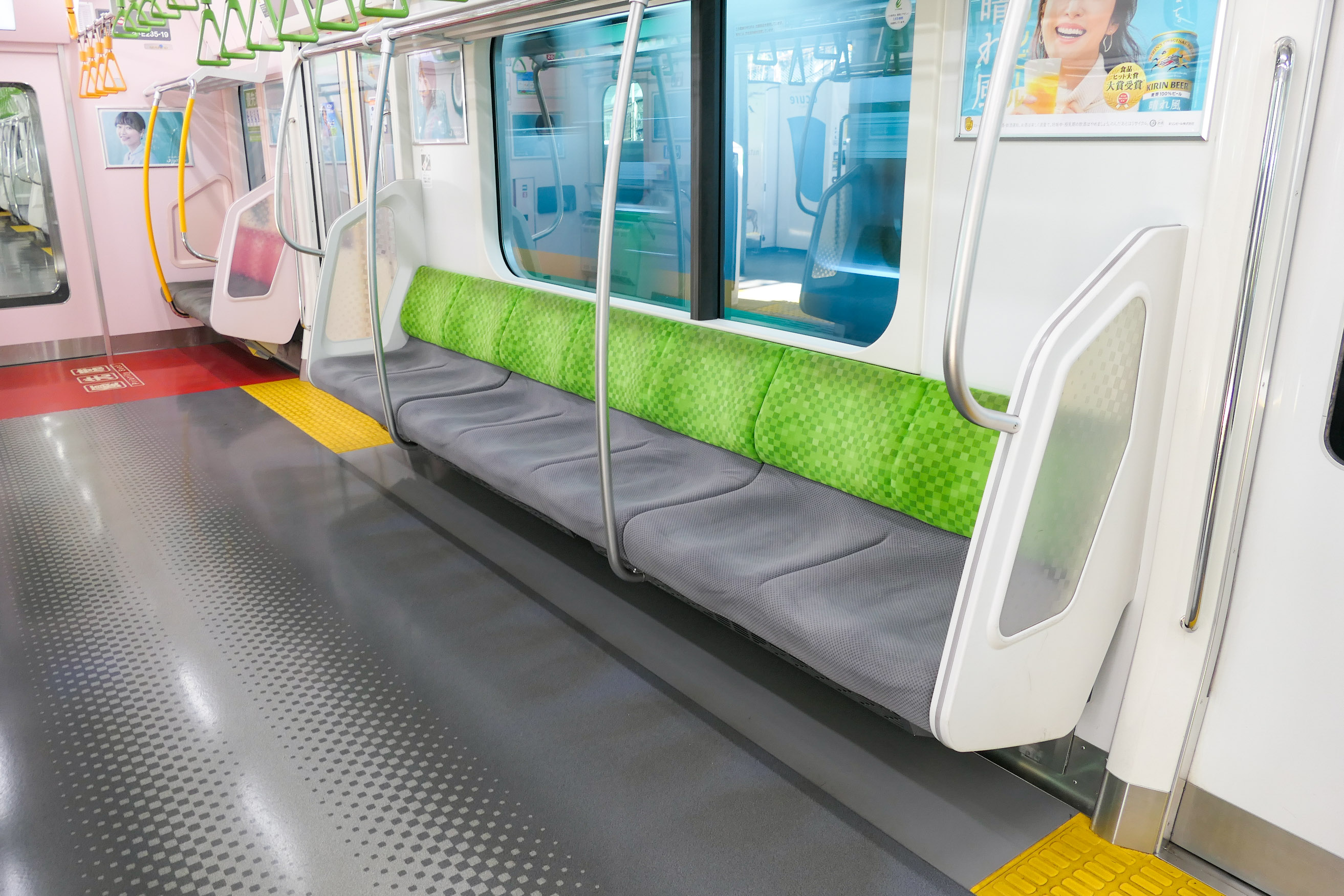
サハE235形4600番台以外の座席[注 3]
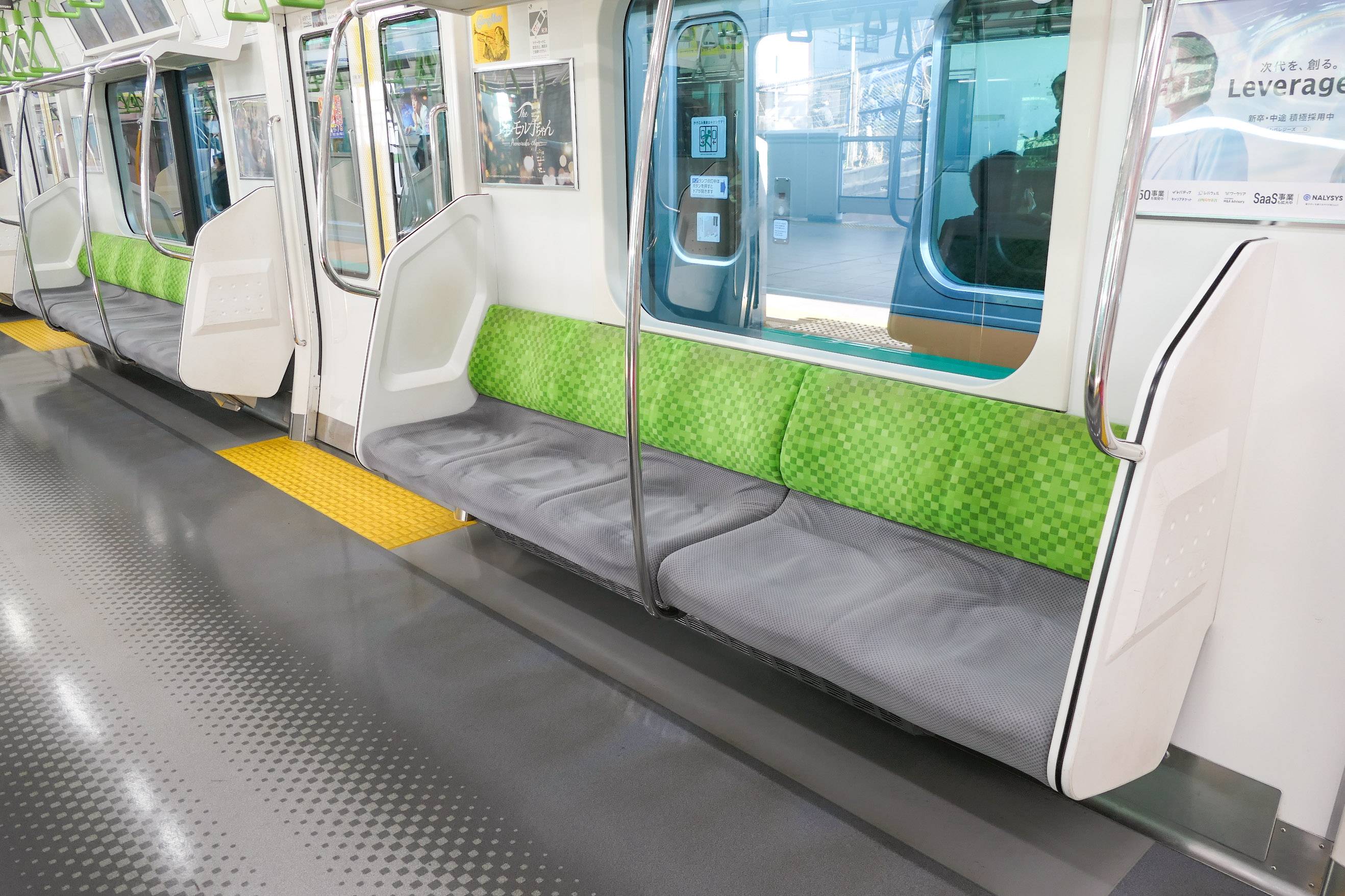
サハE235形4600番台の座席[注 3]
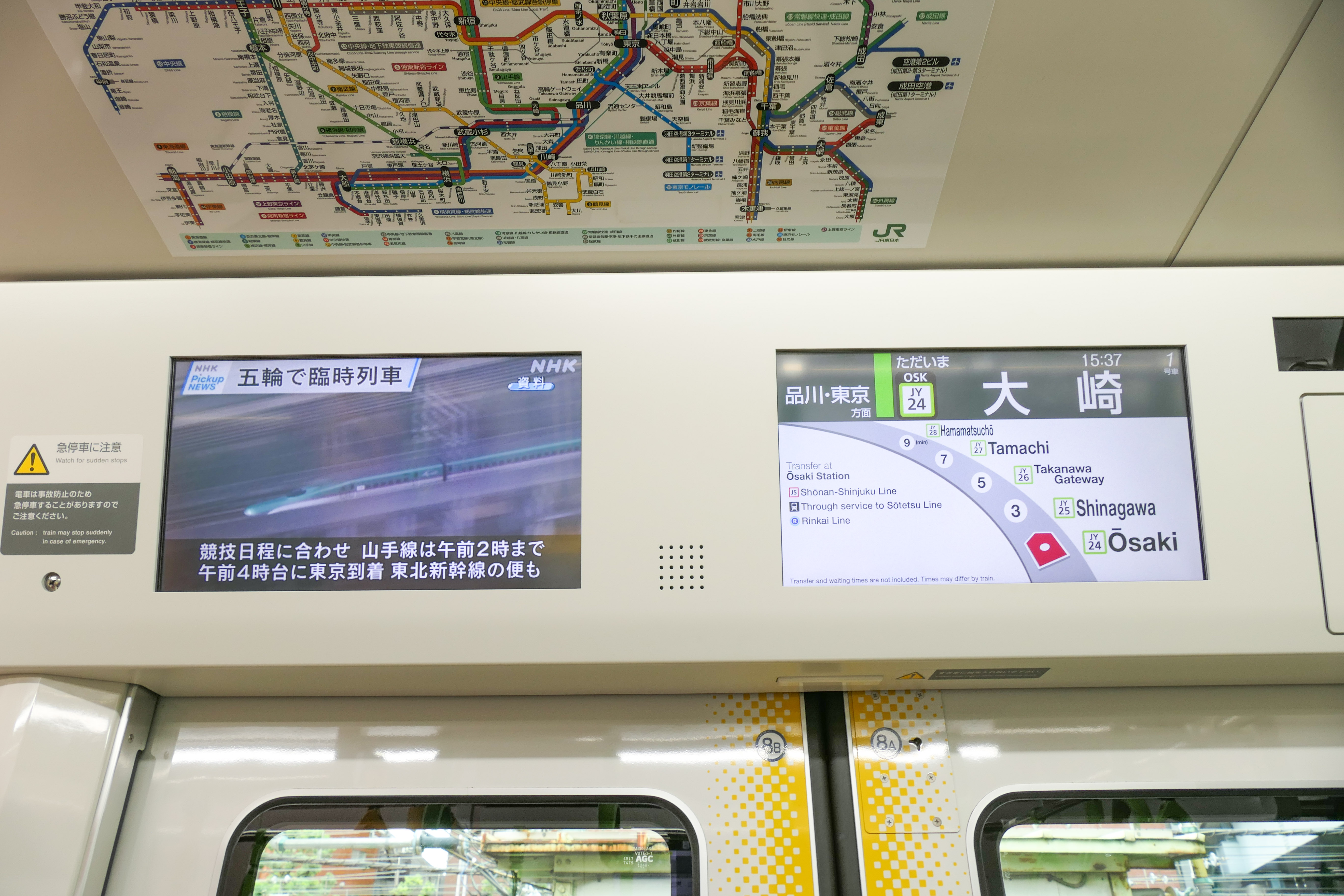
車内案内画面・防犯カメラ（0番台）
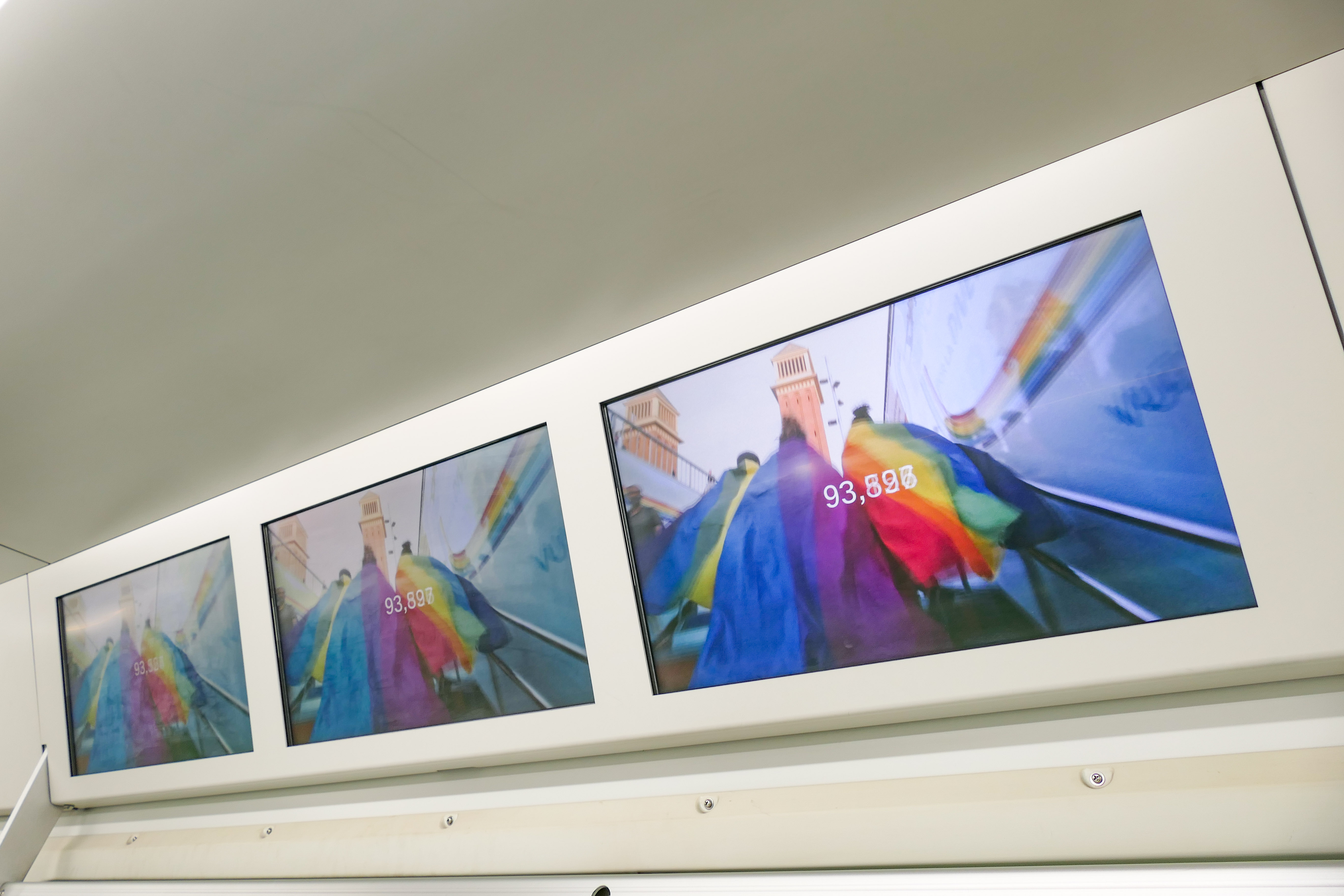
サハE235形4600番台以外の普通車のデジタルサイネージ[注 3]
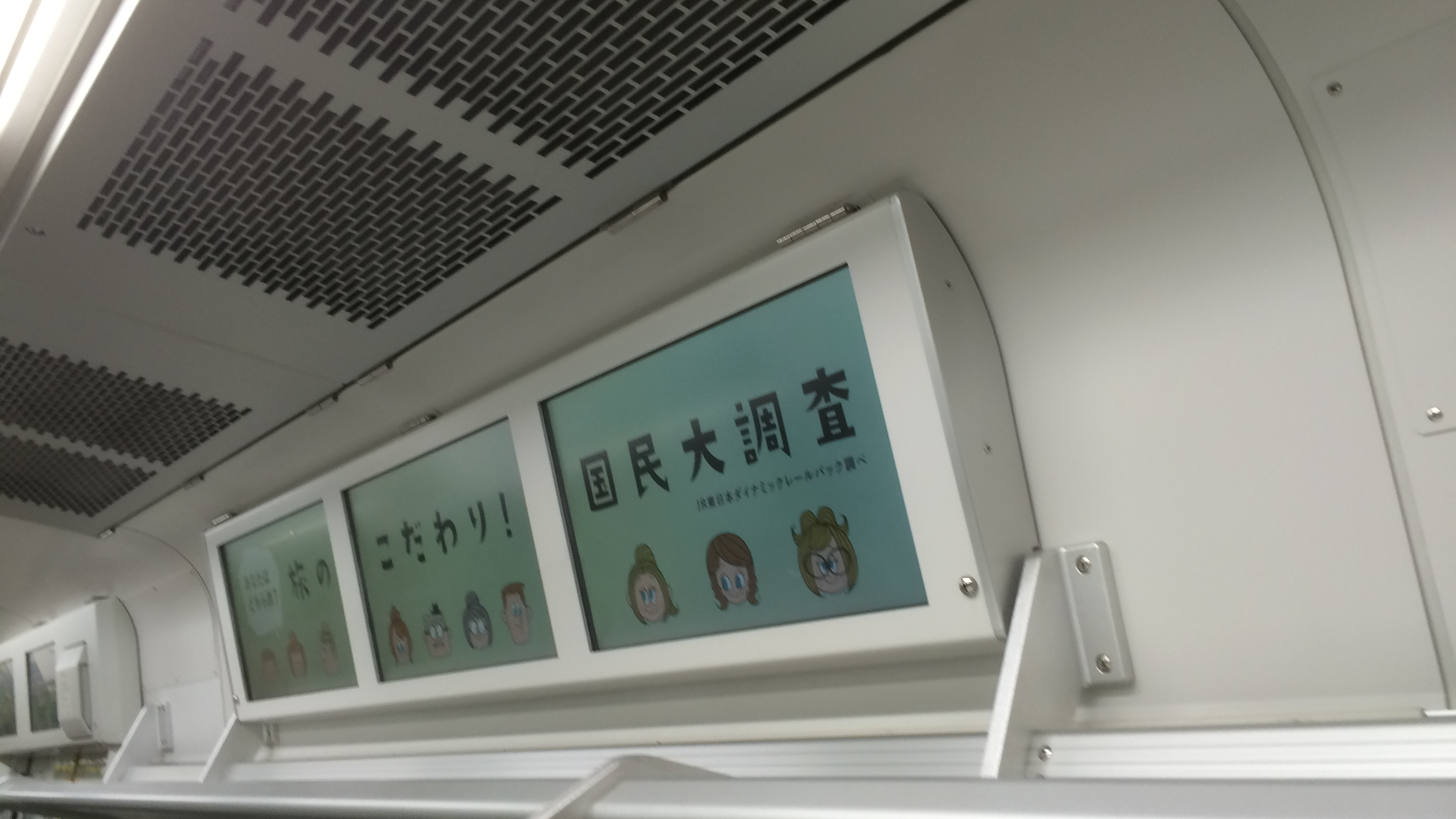
サハE235形4600番台のデジタルサイネージ[注 3]

### 乗務員室
非貫通構造で、E231系近郊タイプやE233系（2000番台を除く）のようないわゆる高運転台構造であるが、車掌が後方を確認しやすくするため、機器の高さを身長150 cmの目線高さに相当する1,410 mmに抑えている。このため、運転台機器の表示装置類の角度を65度から50度に変更し、運転士の機器視認性と両立させた。助士席側の機器はE233系の1,005 mmから870 mmに高さを低減し、客室からの小児客の視界を確保した。乗務員室内の割付けはE233系と基本的に同じだが、前面ガラスを左右下部に広げることでフラットな前面デザインとの両立を図っている。

### 主要機器
制御装置は半導体素子にSiCを適用した2レベル電圧形PWM-VVVFインバータ制御とし、高速域のスイッチングを従来の1パルスから27パルスへ変更し、主電動機の損失を低減させ、省エネルギー性能を向上させている。1台のインバータ装置で主電動機4台を制御する1C4M構成となっている。制御装置は電動車に搭載され2両で1ユニットを構成しているが、E231系500番台での2両1ユニット方式から、1両ごとに制御装置を搭載して自車のモーターを制御する独立M方式としている。そのため、集電装置付きの電動車は「M1」車、集電装置なしの電動車は「M2」車としている。これは、将来の他線区への転出を考慮したもので、電動車を1両単位で組み替えられるようにすることで、各線区で最適なMT比とすることができる。SiCモジュールの日本における新製車両への量産採用は福井鉄道F1000形電車に続き2例目であるが、同車は路面電車用として導入されており、高速鉄道線用としては日本初となる。
量産先行車ではトランジスタ部にSiC-MOSFET、ダイオード部にSiC-SBDを搭載したフルSiCモジュール採用の三菱電機製SC104形と、トランジスタ部はSi-IGBT、ダイオード部にSiC-SBDを搭載したハイブリッドSiCモジュール採用の東芝製SC105形の2種類を搭載しており、両者は取付交換が可能とした。なお、量産車はすべて三菱電機製で統一されている。
ブレーキ方式（ブレーキ制御装置）は、回生ブレーキ併用電気指令式空気ブレーキを採用している（三菱電機製）。常用ブレーキは、後述するINTEROSによる編成ブレーキ力管理システムにより応荷重制御と電空協調制御を行い、回生ブレーキを優先して使用することで、省エネルギー運転と基礎ブレーキの制輪子の摩耗量の低減が図られている。
運転台のマスコンハンドルによる力行・ブレーキ操作に対して、後述するINTEROSで車両の荷重などを加味した主電動機のトルク演算を行った上、VVVFインバータ装置・ブレーキ装置に指令が送られるシステムとなっている。
主電動機は、東芝が原設計を担当した、JR東日本としては初採用となる全閉式外扇形かご形三相誘導電動機「MT79」が採用され、電動車両1両あたり4基搭載する。回転子を抜き出すことなく軸受けの交換が可能であり、定期的な内部清掃が不要な省メンテナンス構造である。1時間定格出力は140kWに強化されている。
補機用電源として、IGBT素子を使用した3レベル電圧形PWMインバータによる静止形インバータ（SIV）を搭載。待機2重系としており、仮に片方の系統が故障しても動作が可能。量産先行車では東洋電機製造製SC106形と東芝製SC107形の2種類を搭載しているが、出力電圧は三相交流440 V、定格容量260 kVAで統一されており、相互の取付交換が可能。
空気圧縮機はSIVから出力される三相交流440Vを電源とする、クノールブレムゼ製のオイルフリーレシプロタイプ「MH3130-C1600F」を採用。吐出し量は1,600L/min。

#### 台車
台車には軸はり式軸箱支持機構を備えるボルスタレス台車であるDT80（電動台車）・TR264・TR264A・TR264B（付随台車）を採用。枕ばねには空気ばねを用いるが、前後方向を柔支持、左右方向を剛支持とした異方性空気ばねを採用することで曲線通過性能を向上させている。電動台車の歯車装置は、歯車箱を分割構造としており、メンテナンス性を向上させている。軸箱と台車枠の側梁との間に取り付けられる軸ダンパは準備工事、ヨーダンパは未装備。1000番代の横須賀・総武快速線には普通車、グリーン車ともにヨーダンパを設置している。
基礎ブレーキは、電動台車が踏面ユニットブレーキ、付随台車が踏面ユニットブレーキと車軸に装備されたディスクブレーキを併用。先頭車前位（運転台側）に装備されたTR264にはパーキングブレーキが取り付けられており、先頭車後位（連結面側）とサハE235形にはTR264Bを、サハE234形にはTR264Aを装備する。ディスクブレーキは国際鉄道連合（UIC）規格に適合したものをJR東日本グループで製造・採用し、ライニング制輪子は脱着性の向上が図られている。
E231系500番台から改造・編入されたサハE235形4600番台は、種車が装着していたTR255Aを使用している。

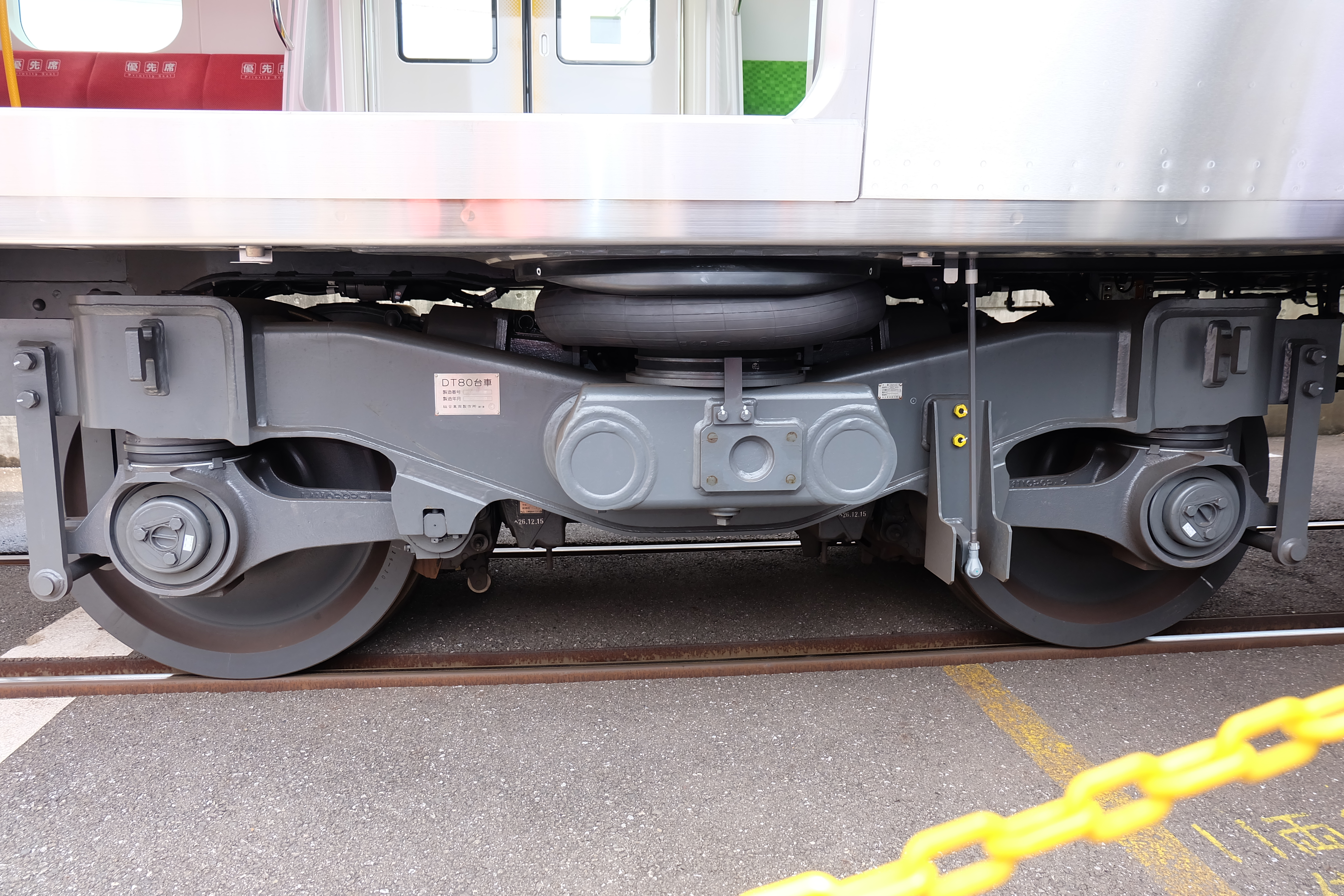
DT80形電動台車
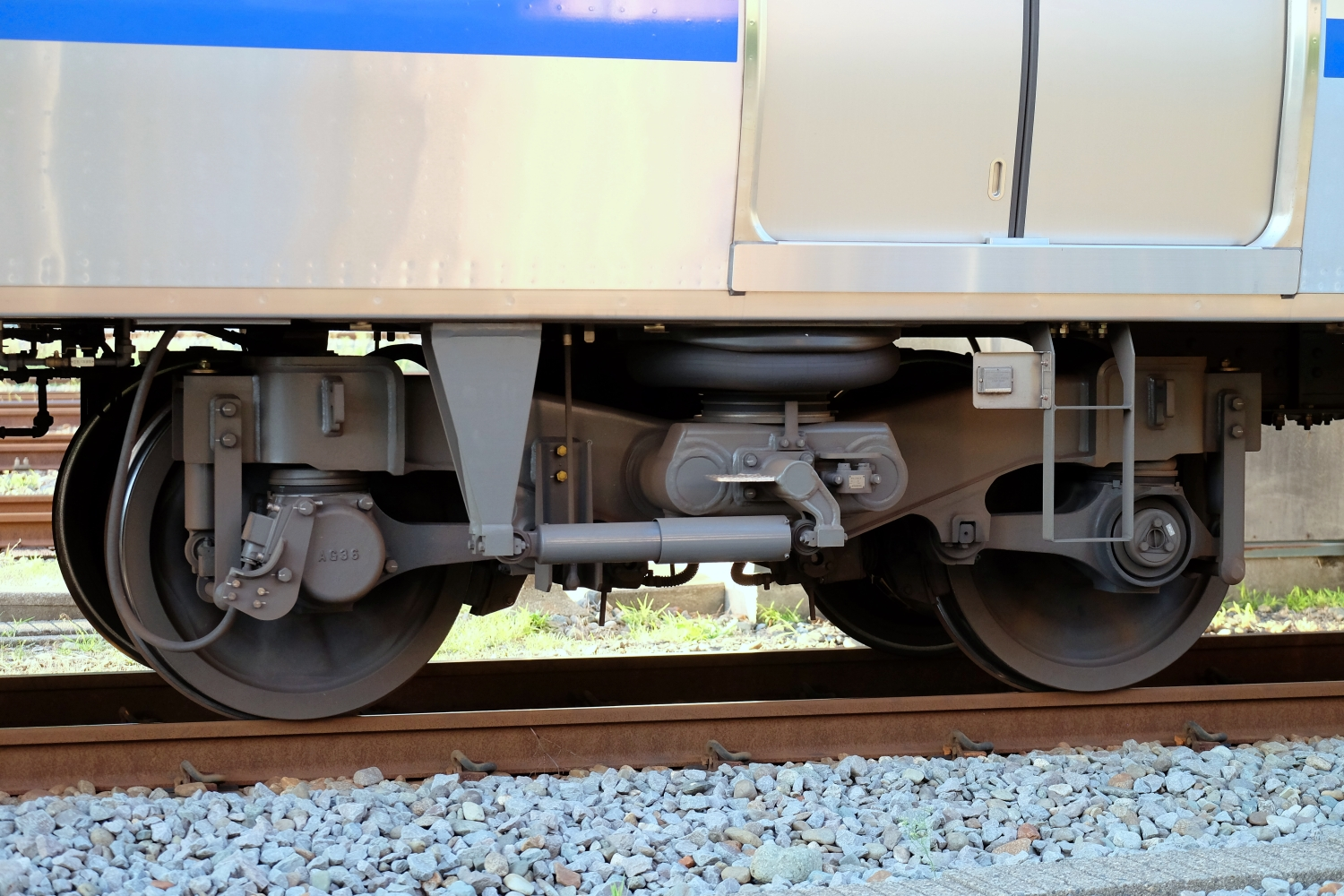
ヨーダンパが付いた1000番台の台車

#### 情報制御装置
E231系等に搭載された列車情報管理装置TIMSは従来のモニタ装置を進化させたものであったが、本系列ではさらに大きく機能拡張した「INTEROS」（三菱電機製）が導入されている。INTEROSでは、TIMSが各車にある各中央・端末演算ユニットによって演算・制御を行う分散制御方式であったのに対し、各種演算機能を中央ユニットに集約した集約制御方式を採用している。このため、TIMSでは各車に配置されていた端末装置は、INTEROSではデータ伝送機能に特化した伝送ユニットとなっている。
主な特徴として以下のことが挙げられる。
- 通信インタフェースをRS-485からEthernetに変更してデータ通信速度を従来比10倍以上に向上させており、トレインチャンネル用の広告コンテンツや車両機器のモニタリング（状態監視）データなど、大容量のデータを扱うことが可能となった。
- WiMAX通信を利用して、各種データを地上システムにリアルタイムに送信して、それを活用することが可能となった。
- IEC国際規格の「電気鉄道設備・列車内伝送系」に全面的に準拠している。

なお、車両から大容量データをリアルタイムに地上システムに送信できることから、これを車両および機器の劣化状態の推測に活用することを検討している。例えば、INTEROSが搭載機器の異常を検知した場合には、地上システムにその異常内容を伝送することにより、異常の原因究明や修繕手配、車両交換などの対応をいち早く行い輸送影響を最小限にできると考えられている。また、機器の動作回数や動作時間、電圧・電流値、通電時間などを記録・管理することで、機器の劣化状態の推測も可能になると考えられている。

#### その他の機器
量産先行車には、試験的に線路と電力設備の状態監視装置を搭載している。これは車両から地上設備を監視することにより、安全性と安定性の向上の実現に向けた技術開発を進める予定で搭載されたもの。
4号車となるサハE235-1の床下には「軌道材料モニタリング装置」と「軌道変位検測装置」で構成された線路設備モニタリング装置が搭載される。軌道材料モニタリング装置は、モノクロ256階調が高さ情報が撮影可能なプロファイルカメラと二次元濃淡画像が撮影可能なラインセンサカメラを組み合わせて使用し、地上処理装置がレール締結装置および継目装置の脱落判定を行う。軌道変位検測装置は、台車に搭載されたレーザ変位計と反射鏡・駆動用モータを組み合わせた二軸レール変位検出装置で構成され、軌道変位を計測する。3号車のモハE235-3には架線状態監視装置が搭載される。パンタグラフ舟体に取り付けられた加速度計が不具合を検出するほか、離線によるアークを検出する紫外線センサ、架線の状態やパンタグラフの動きを記録するビデオカメラ、トロリ線の高さや変位、残存直径を測定する回転式レーザ装置・赤外線LED光装置を搭載する。
山手線のホームドアが設置された駅ホームにおいて、停止線に正確に停車してからホームドアを車両側から可動させるために、TASC（定位置停止装置）の支援装置とホームドア車上装置（1号車にそのトランスポンダ車上子を設置）のほか、移動禁止システム、前方カメラを搭載している。

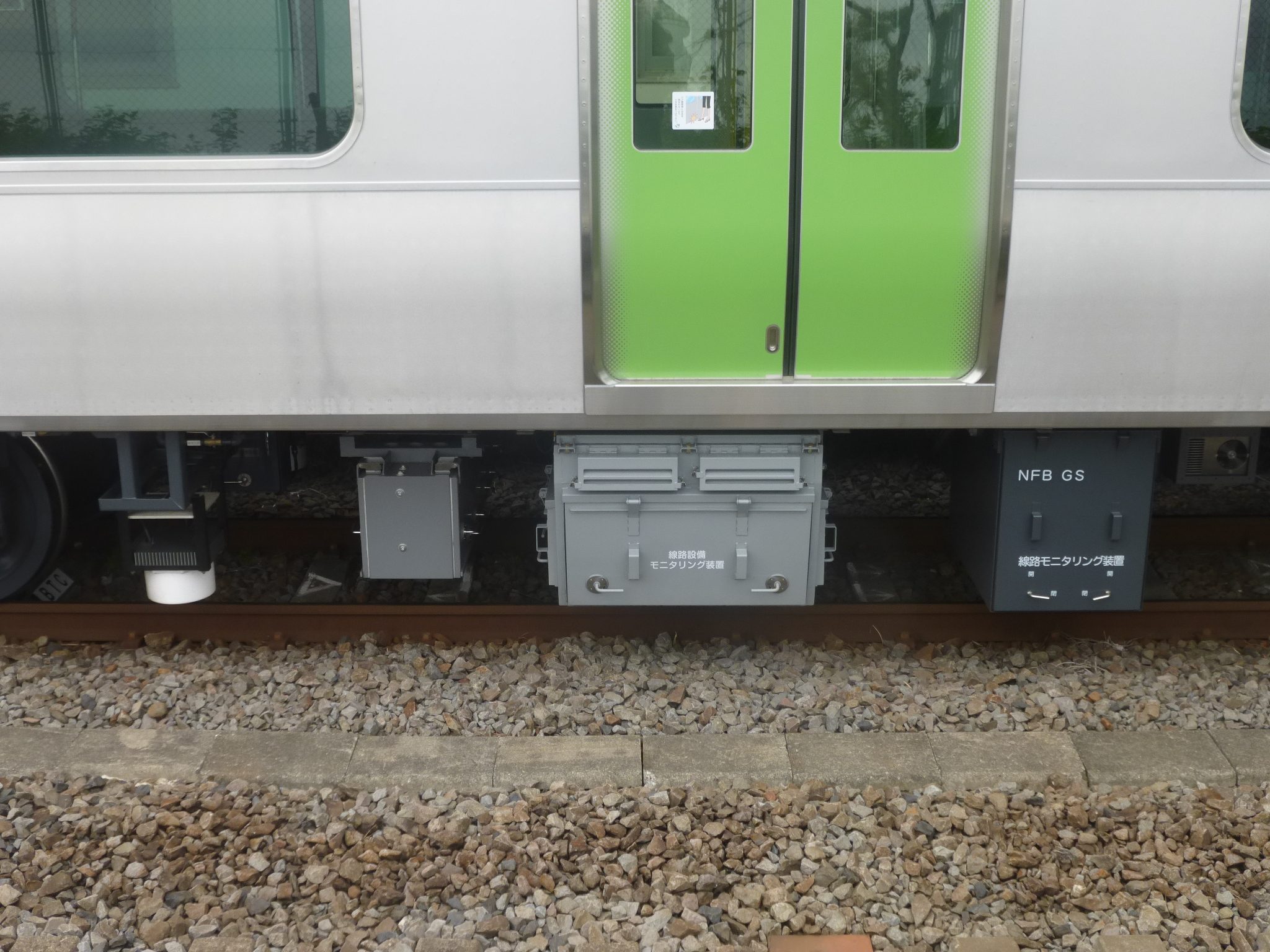
サハE235-1の線路設備モニタリング装置
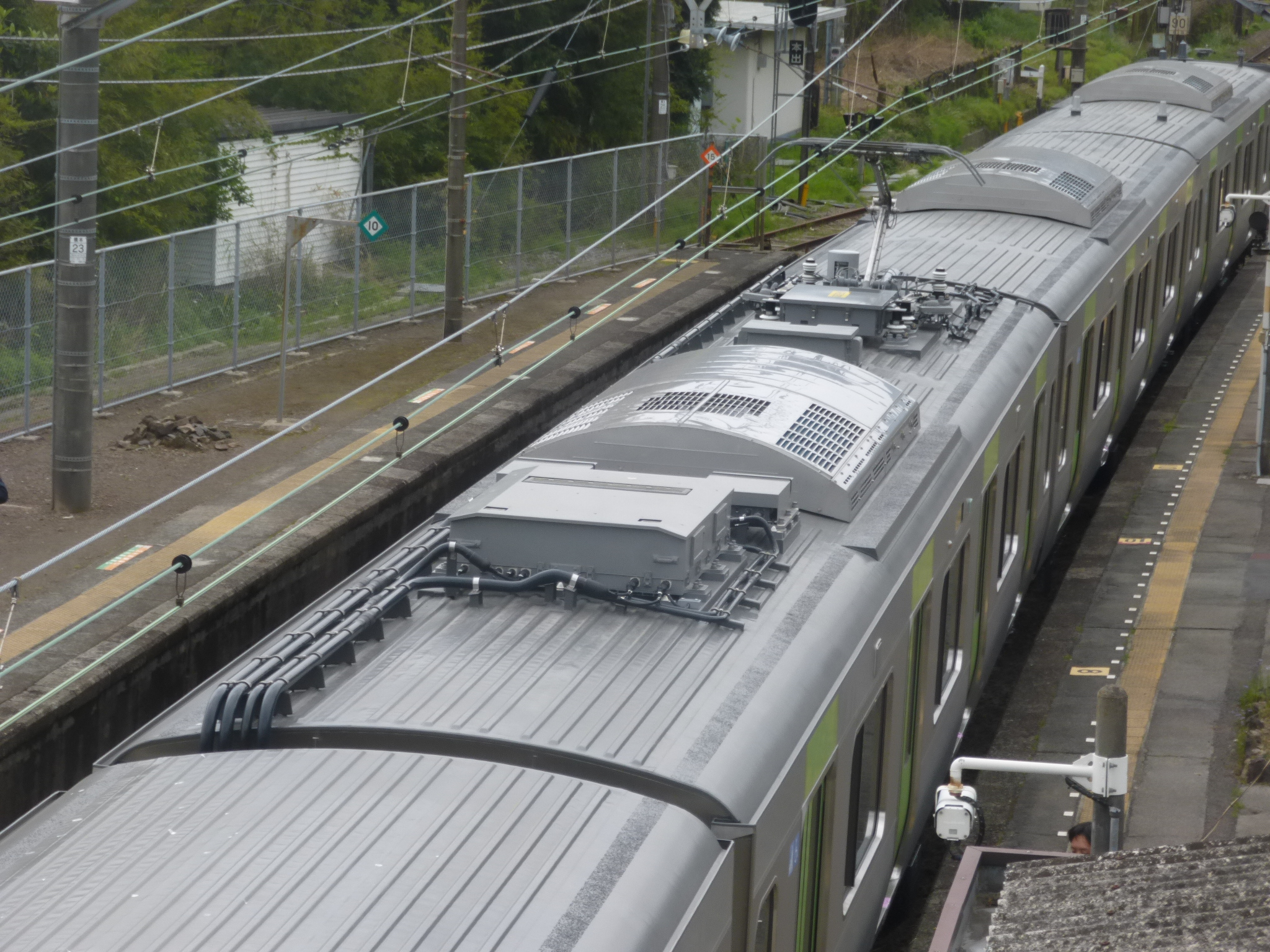
モハE235-3の架線状態監視装置

## 番台別概説

### 0番台

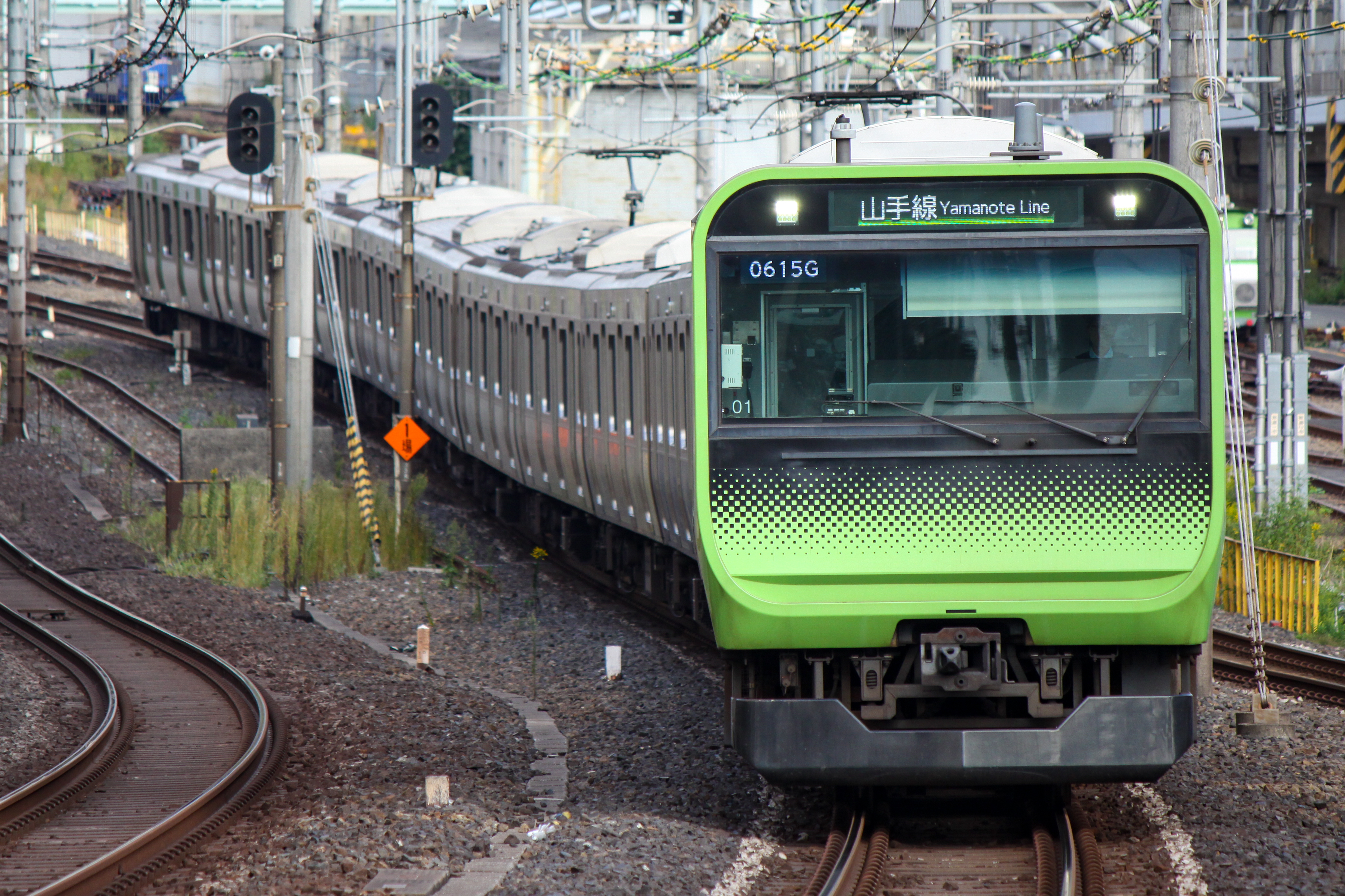
量産先行車のトウ01編成
（2021年10月10日 西日暮里駅）

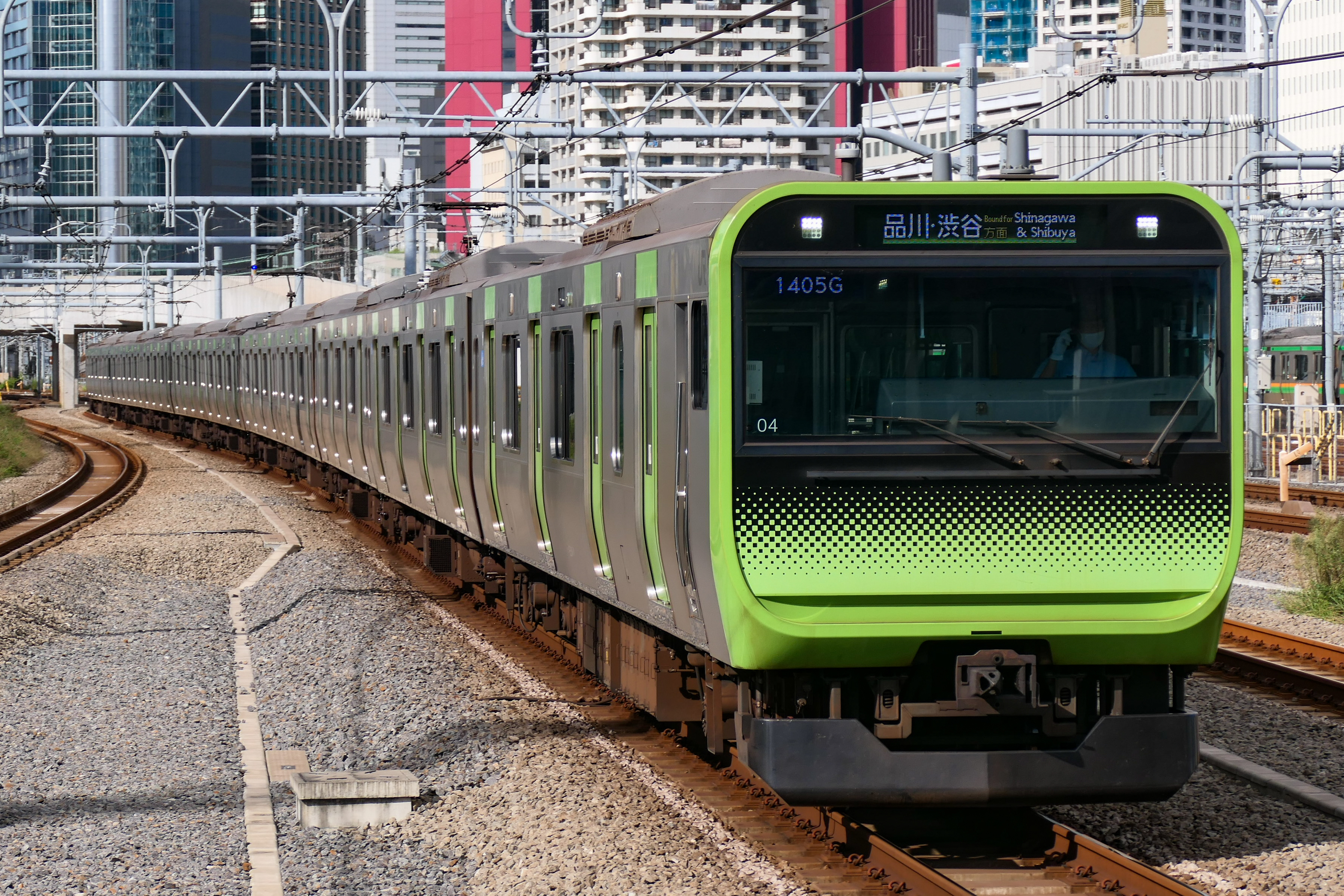
全車両が新製されたトウ04編成
（2022年8月31日 高輪ゲートウェイ駅）

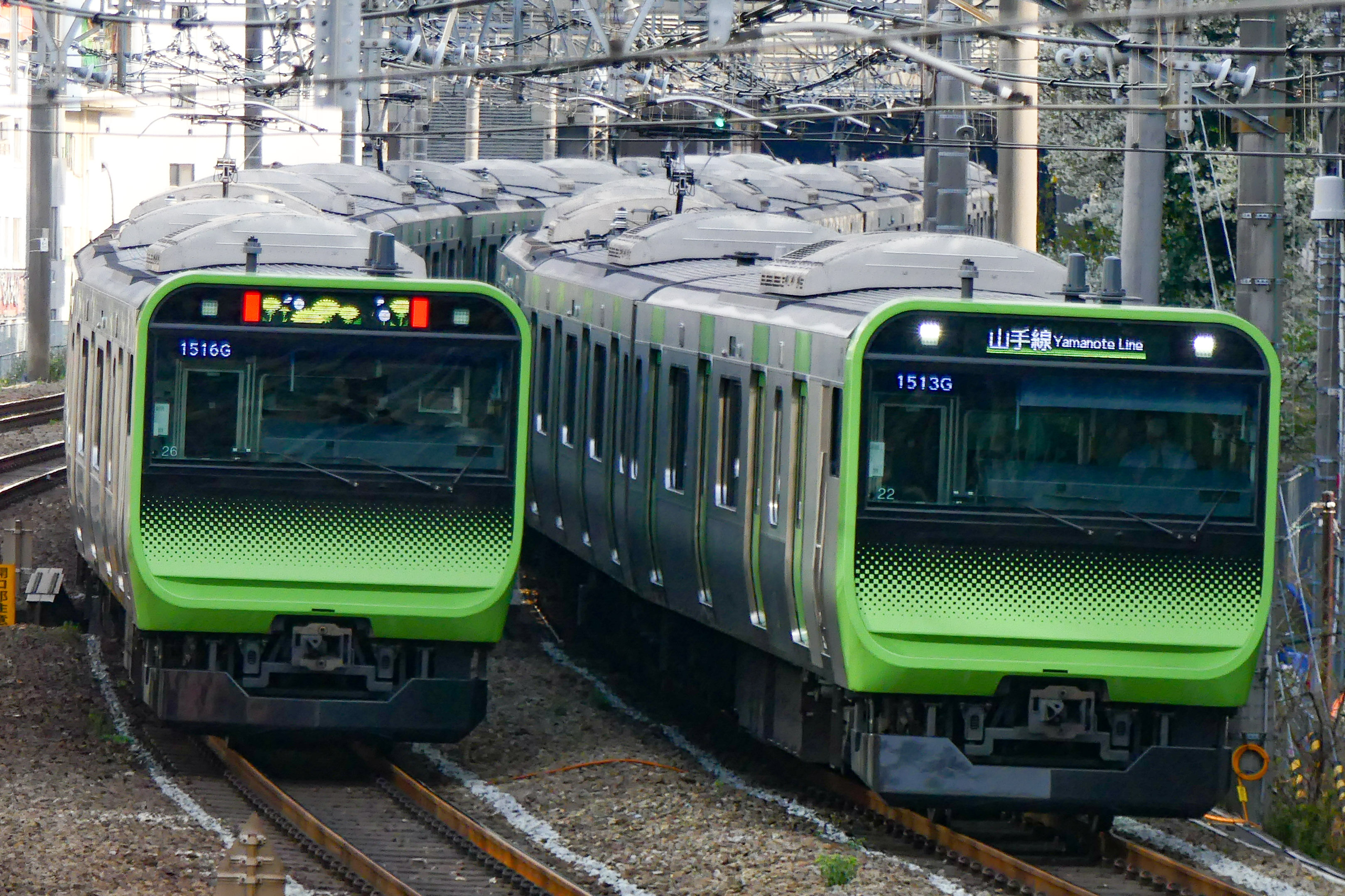
営業運転中のE235系トウ22編成とトウ26編成
（2019年3月27日 渋谷駅 - 恵比寿駅間）

山手線向けの車両で、東京総合車両センターに配置されている。
2015年（平成27年）に量産先行車1本（11両）を導入。山手線では2002年に導入されたE231系500番台以来、13年ぶりの新型車両となった。2017年（平成29年）5月22日より、量産車の営業運転が開始され、2019年（令和元年）12月までに49本（539両）を導入し、量産先行車と合わせて全50本（550両）の導入を完了した。第01編成の4号車には線路設備モニタリング装置を搭載し、第12編成の3号車には、架線状態監視装置を搭載している。
山手線用の車両の番台区分は、10号車のサハE235形500番台・4600番台を除きすべてが0番台で、車号は1からの付番としている。主要機器としては、VVVFインバータ装置をモハE235形・モハE234形に、電動空気圧縮機（CP）をモハE234形に、補助電源装置（SIV）・保安装置・蓄電池箱・整流装置・ブレーキ制御装置（2台）をクハE235形・クハE234形に、補助電源装置（SIV）をサハE234形にそれぞれ搭載している。車両の最高速度はE231系やE233系と同じ120 km/hとしており、加減速度性能は山手線用のE231系500番台と同一であり、起動加速度は3.0 km/h/s、減速度は4.2 km/h/sとしている。
車体色は山手線のラインカラーである黄緑6号（いわゆる「ウグイス色」）を継承しているが、車体側面の配色はホームドア設置で見えづらくなった従来の窓下部の横帯の代わりに、側引戸と側引戸上部の幕板部を塗装している。塗装は戸袋方向にドット柄のグラデーションとなっており、前面も上方向に同様なグラデーションのデザインとなっている。
山手線用の電車として初めて、全車両にフリースペースと優先席を設けている。車内案内表示器右側の液晶画面に表示される停車駅案内は円を描くような表示となっている。
制御車の前面と各車両の側面の行先表示器はフルカラーLED式となっており、季節の花や植物などの簡易なドット絵模様を表示できるようになった。ただし簡易なイラストは出発して一定速度以上になると表示されるため、停車中に見ることはできない。
2022年10月1日から12月31日まで、トウ15編成が、鉄道開業150周年を記念して1号機関車をイメージした「黒い山手線」として運行された。

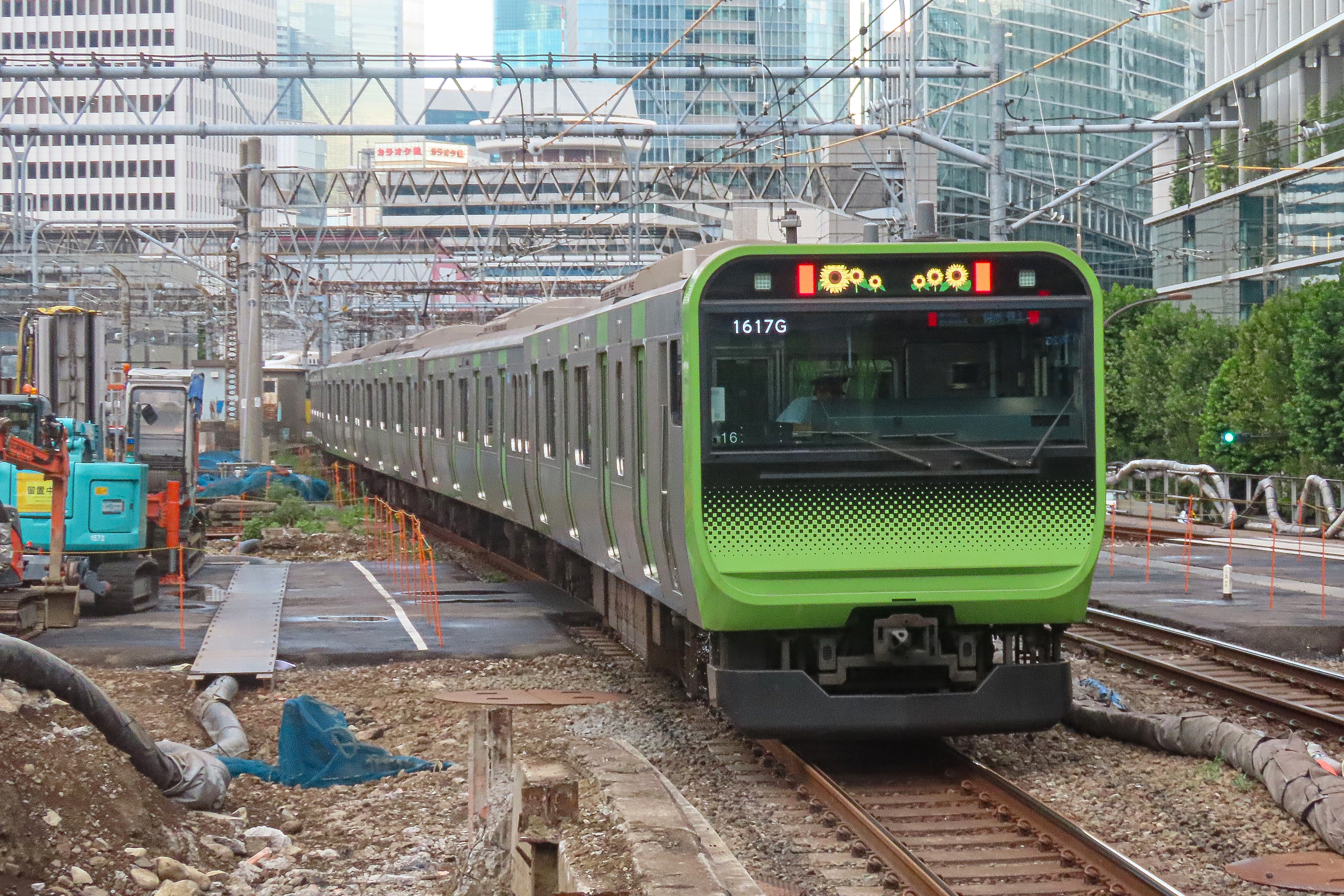
前面の行先表示器に表示された「ひまわり」のイラスト（2023年8月6日）
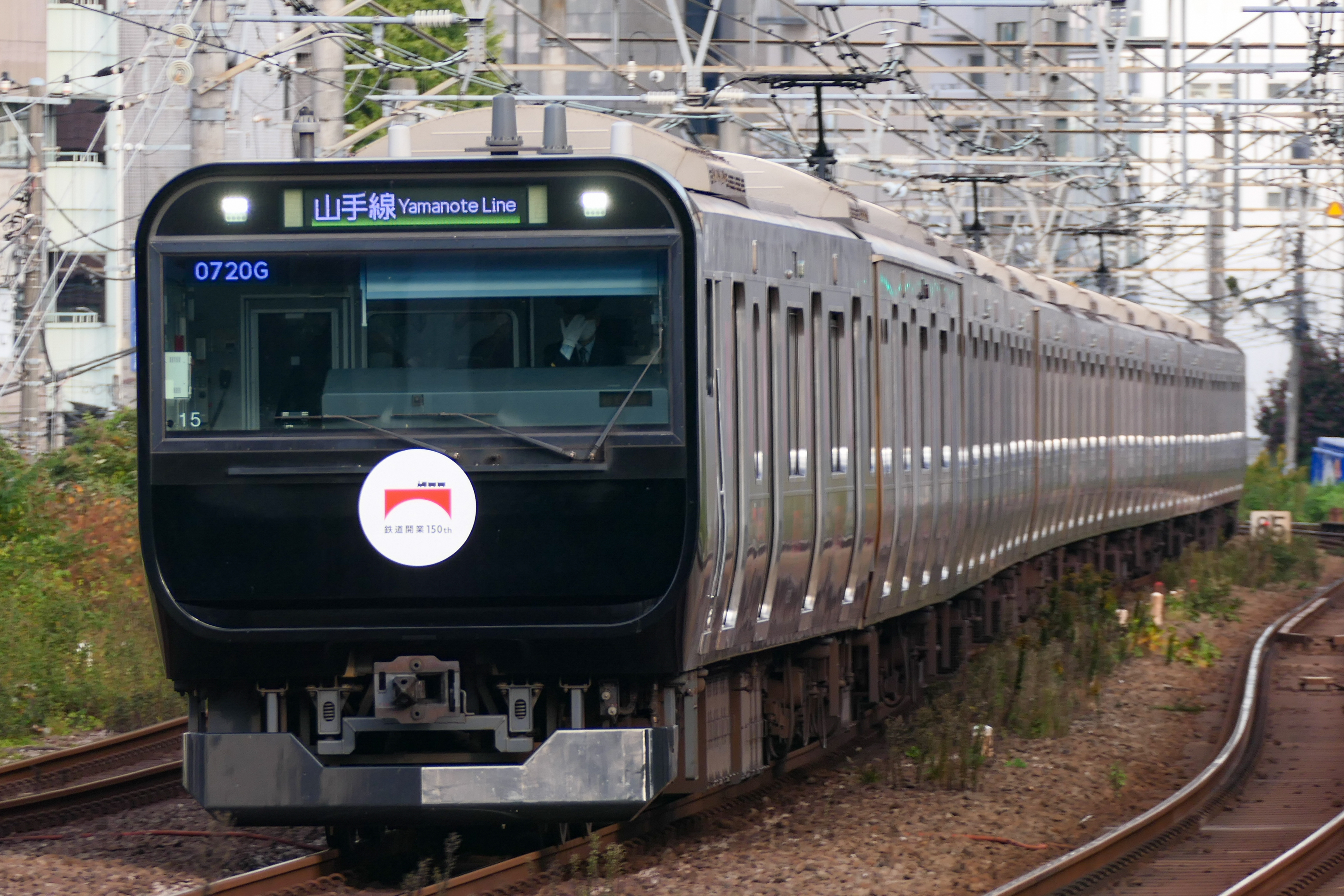
黒い山手線（2022年11月9日）

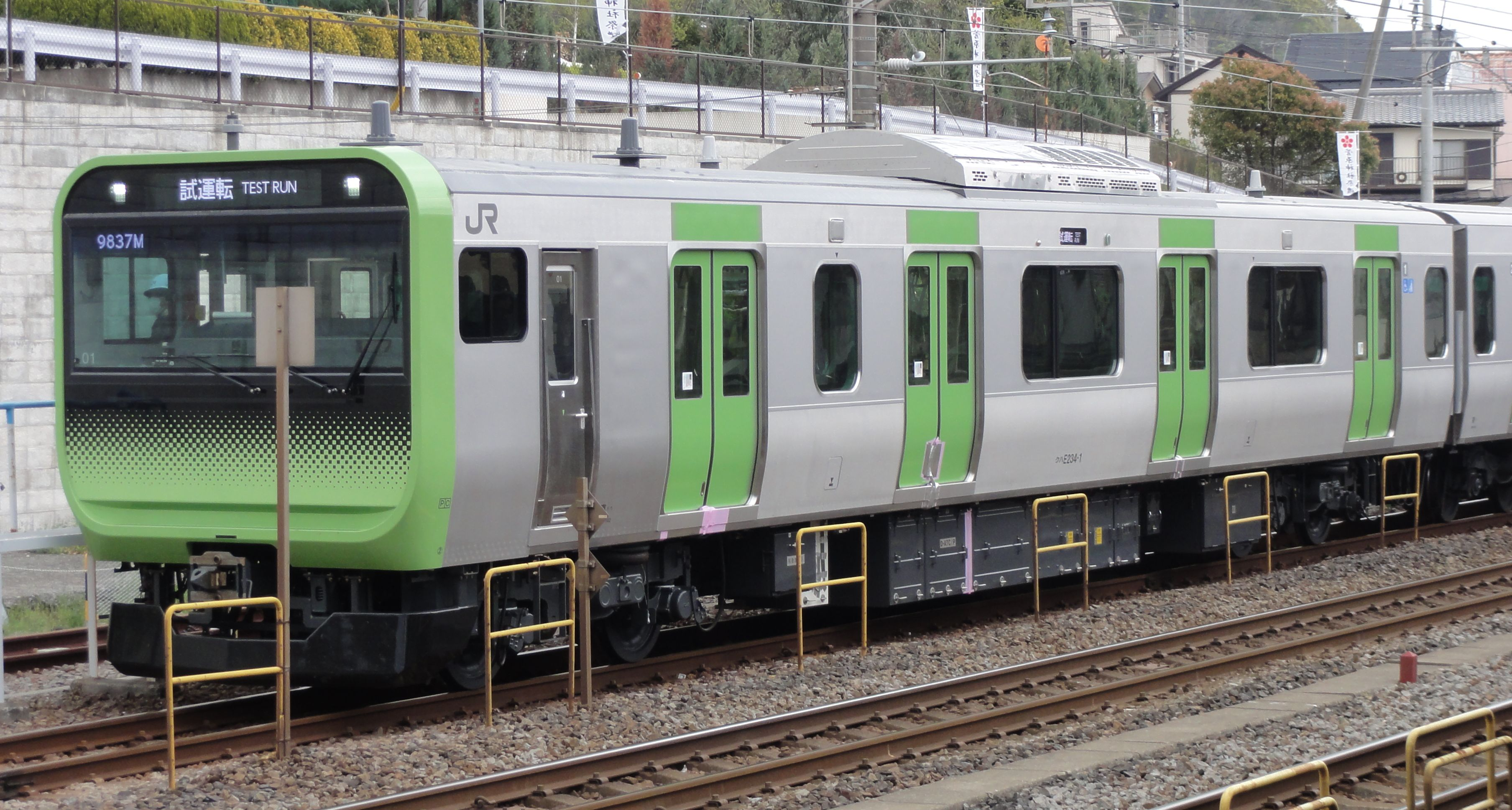
1号車（クハE234-1）
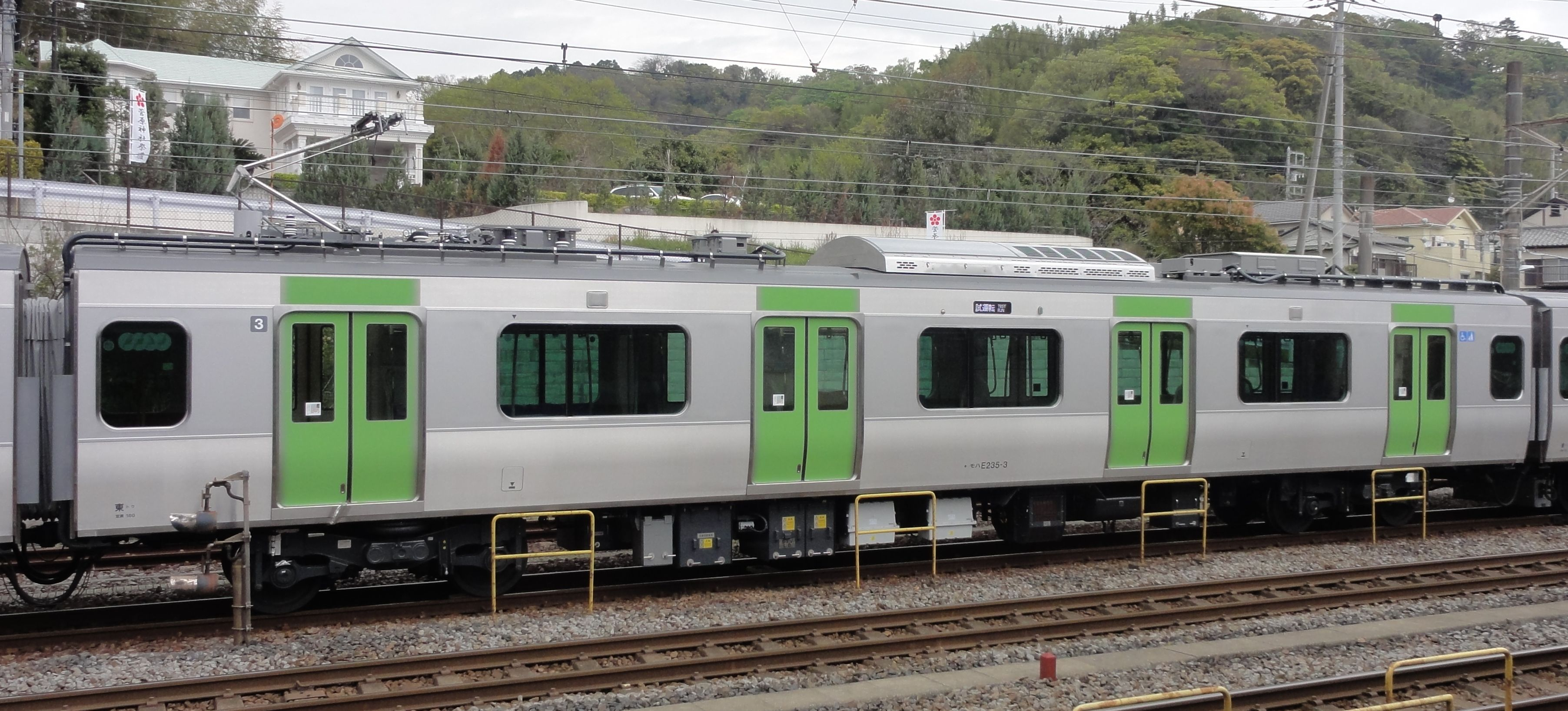
3号車（モハE235-3） 屋根上に架線状態監視装置を搭載する
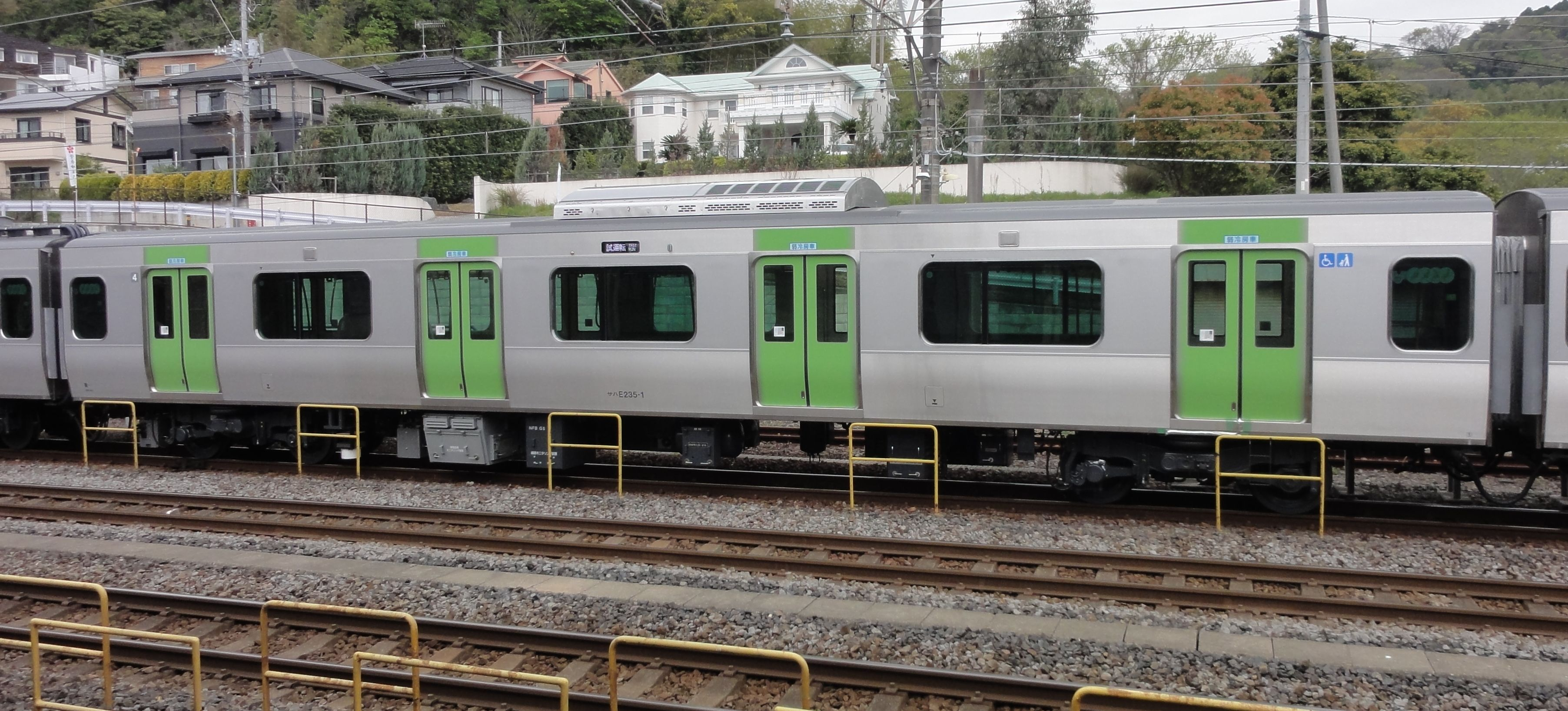
4号車（サハE235-1） 線路設備モニタリング装置を搭載する
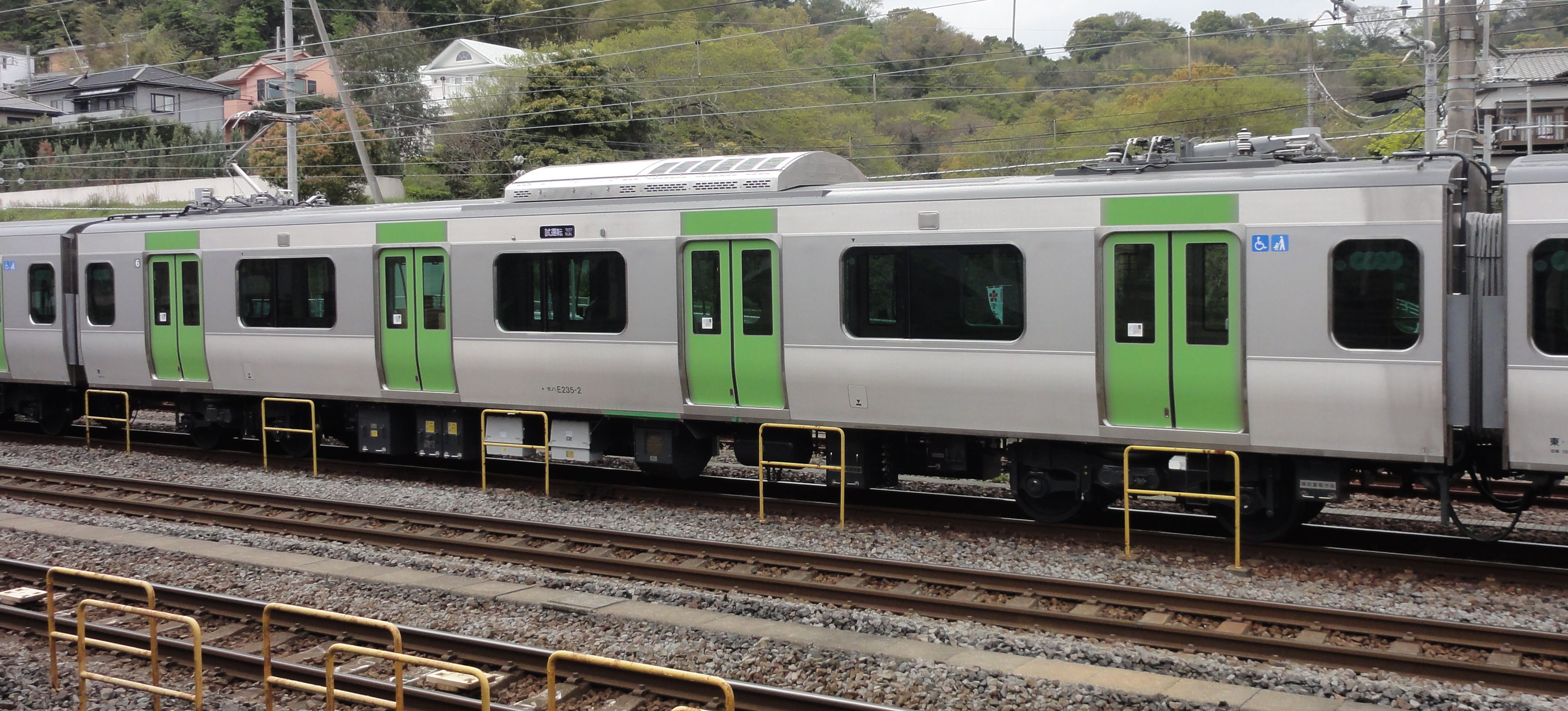
6号車（モハE235-2） 予備パンタグラフを装備する
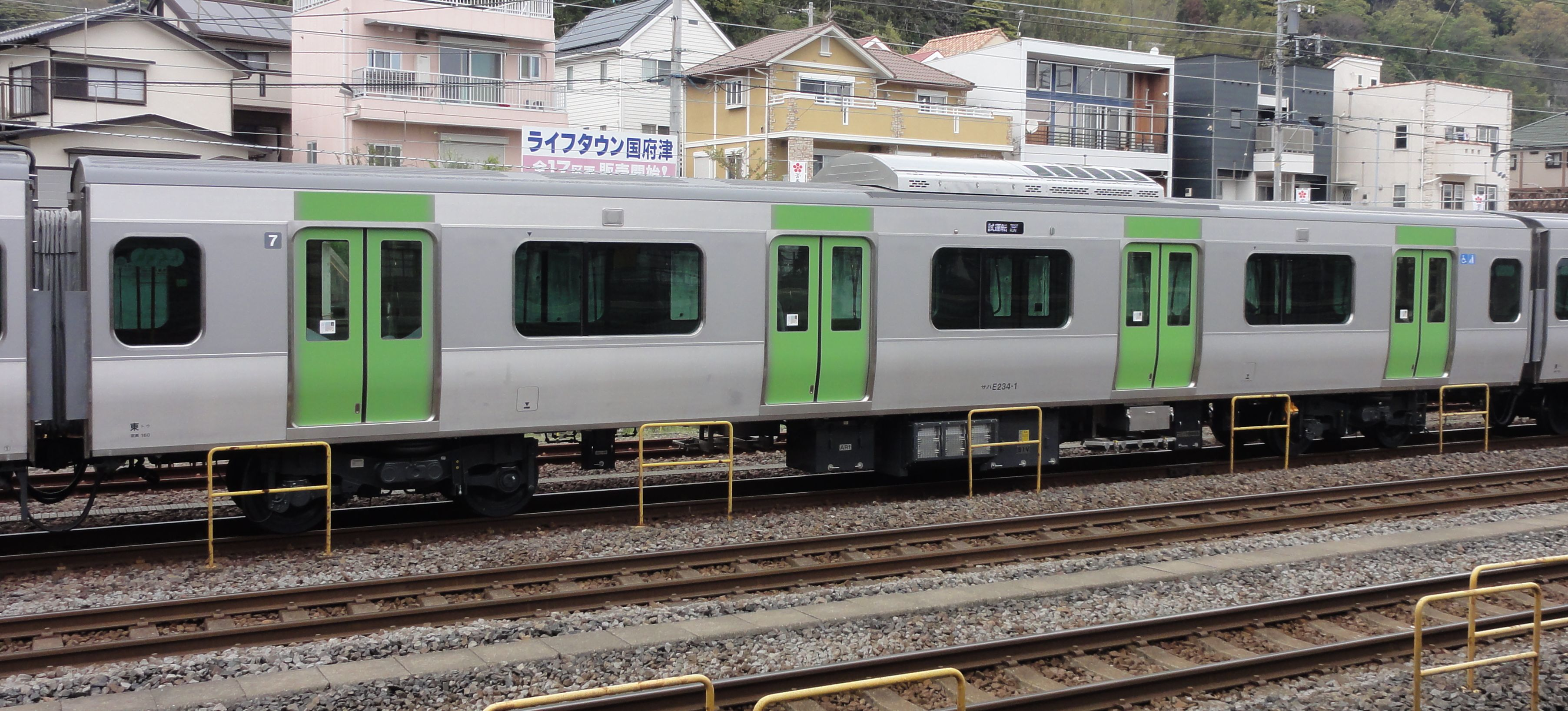
7号車（サハE234-1） 床下に補助電源装置を搭載する
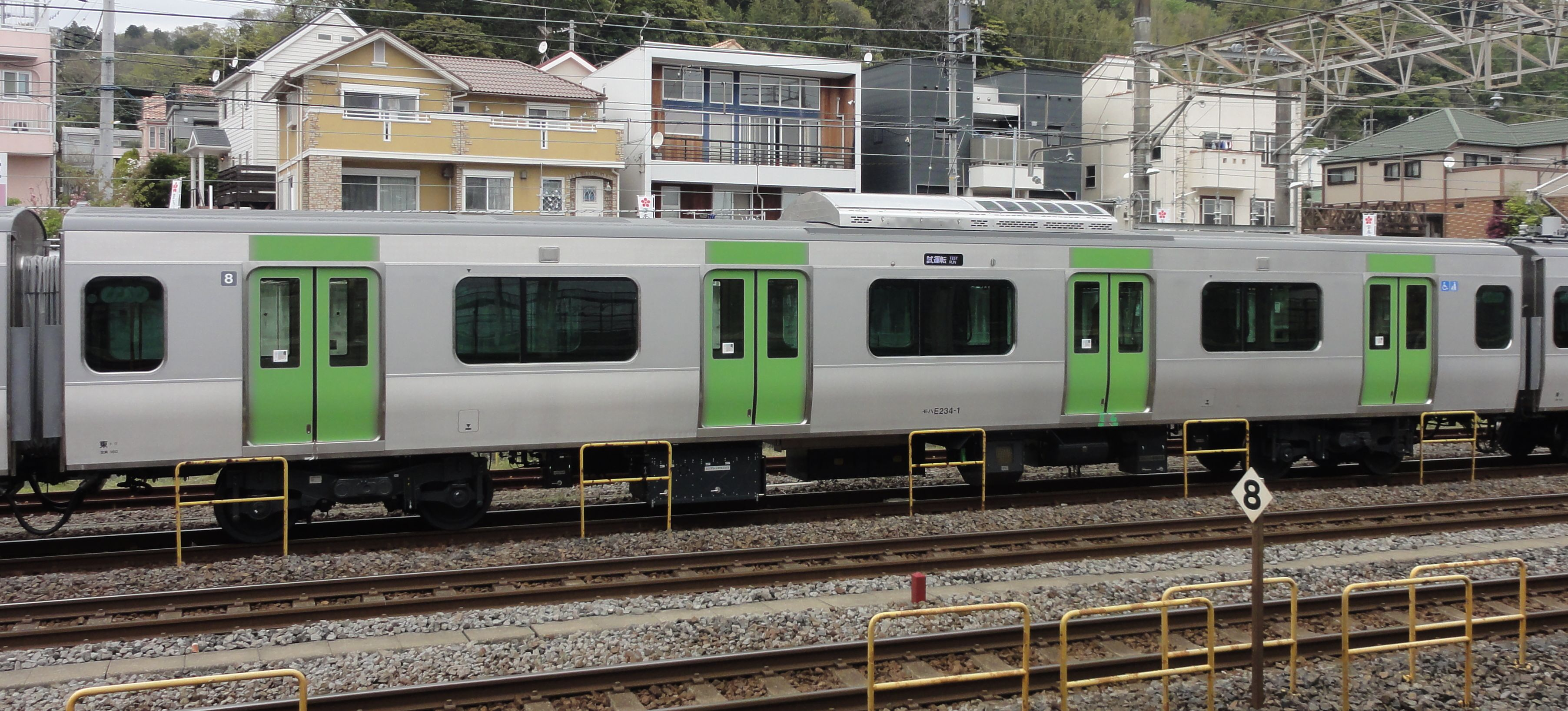
8号車（モハE234-1）
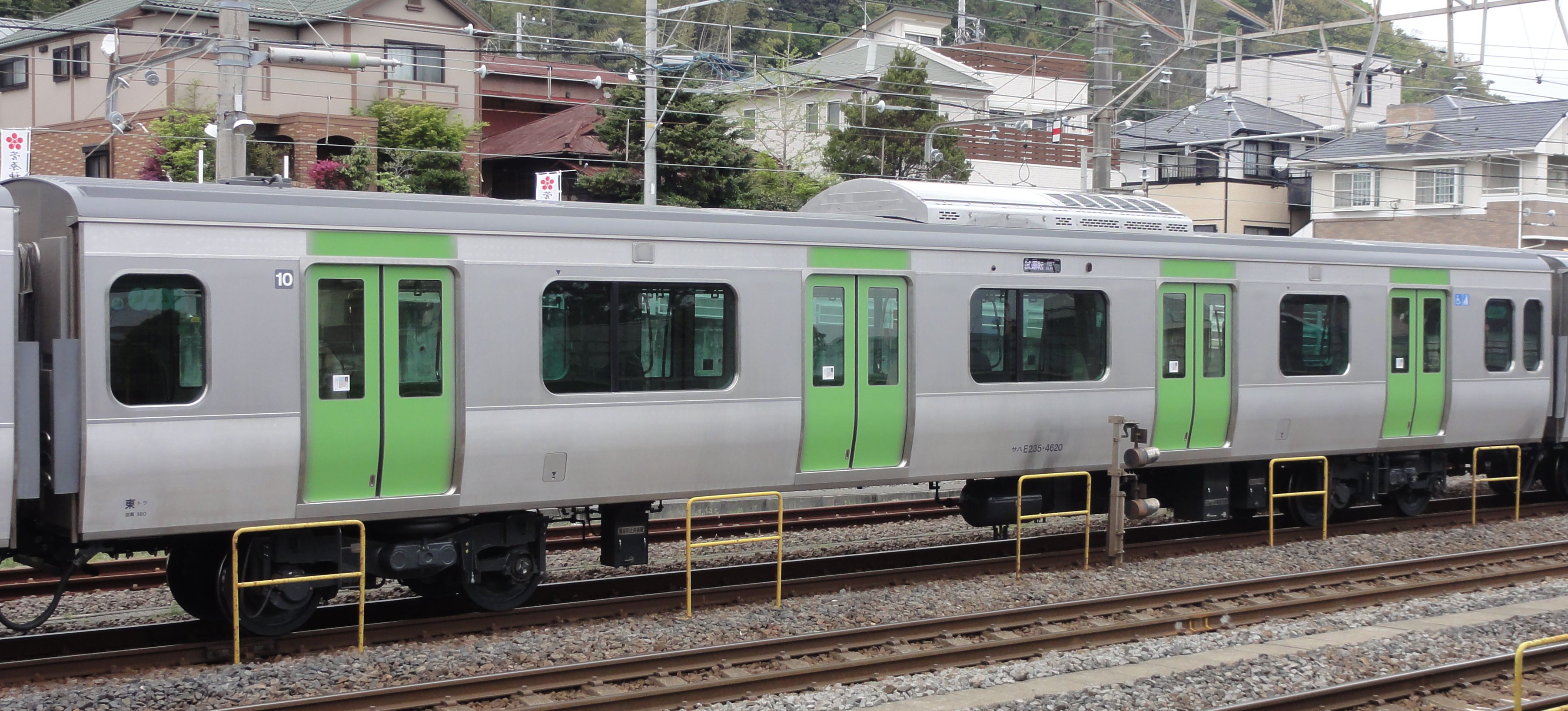
10号車（サハE235-4620） E231系500番台からの改造編入車
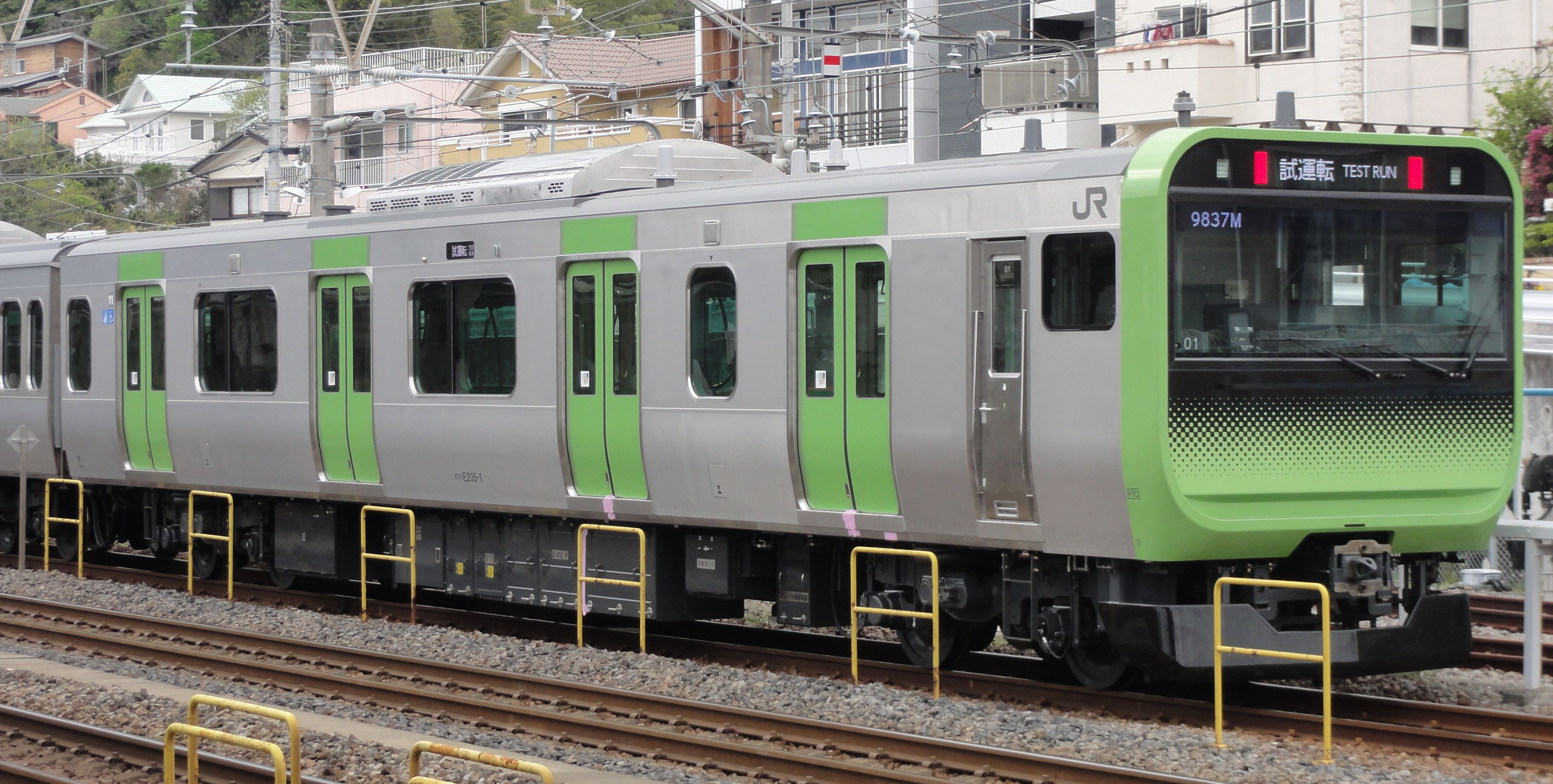
11号車（クハE235-1）

#### サハE235形4600・500番台

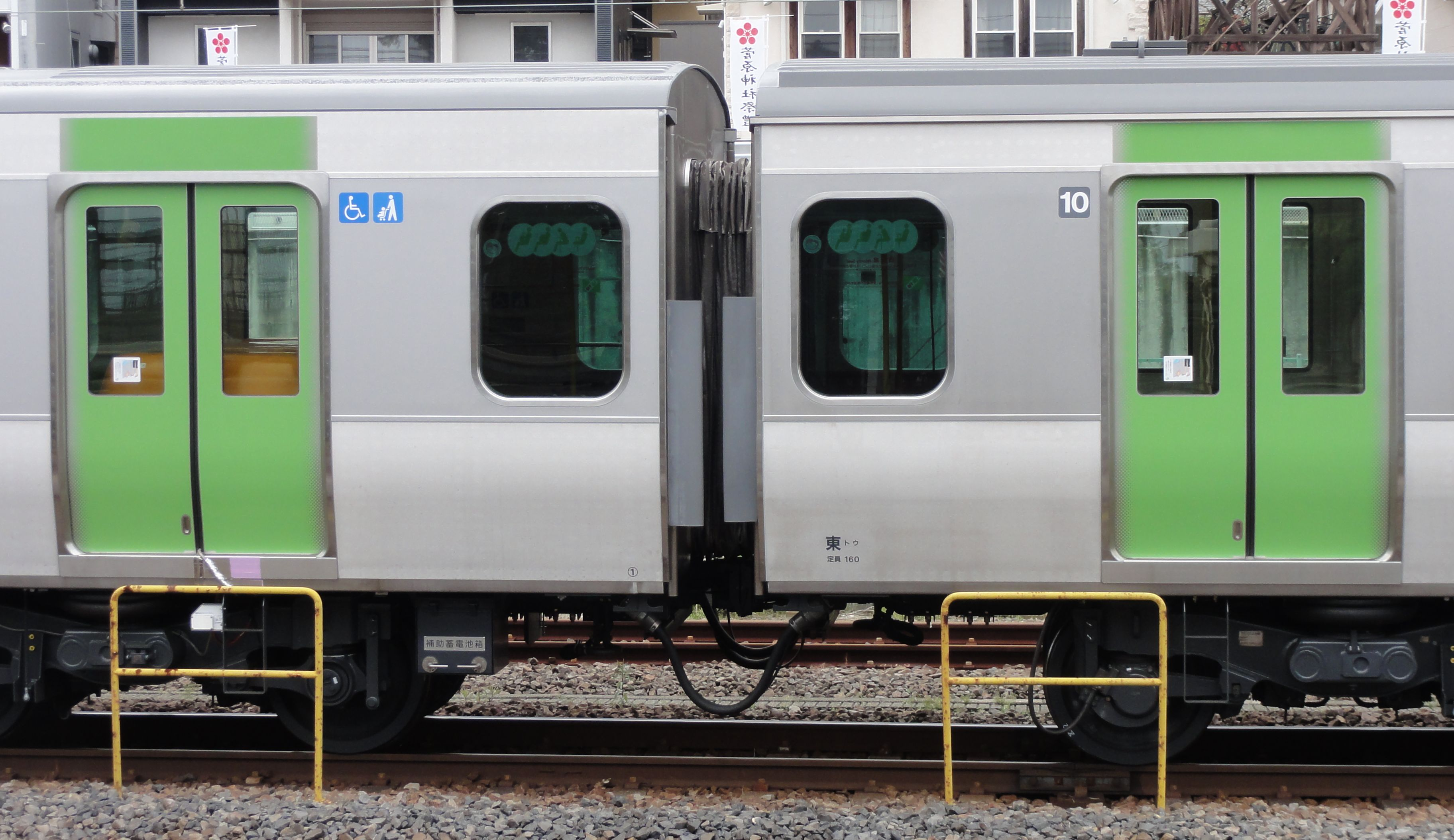
E231系500番台のサハE231形4600番台から改造されたサハE235形4600番台（右側）
E233系以前の車体構造となっており、側外板から雨どいが突出している

10号車には、サハE235形500番台または4600番台が連結されている。新製車で他車と同様のsustina構体が500番台に、E231系500番台からの改造編入車が4600番台に区分される。後者は従来構造のままであり、雨どいが突出し、屋根の構造や高さも異なるほか、車内の案内表示器やデジタルサイネージ装置の位置が異なる。
本車両は11号車寄りの扉位置を車体内方にオフセットしており、田端駅 - 東京駅 - 田町駅間において平行する京浜東北線を走るE233系1000番台の10号車とドア位置を合わせている。これにより、線路保守や輸送障害時に京浜東北線を走行した場合にホームドアの開閉に支障がないようにしている。
原則として在来のE231系500番台の10号車を改造して充てる方針であったが、その改造工期確保のため、第04・第05編成の10号車は新製された。

#### 編成構成
|              | ← 内回り外回り → |            |            |            |            |            |            |            |            |            |            |
| 号車         | 11               | 10         | 9          | 8          | 7          | 6          | 5          | 4          | 3          | 2          | 1          |
| 形式         | クハE235-0       | サハE235-※ | モハE235-0 | モハE234-0 | サハE234-0 | モハE235-0 | モハE234-0 | サハE235-0 | モハE235-0 | モハE234-0 | クハE234-0 |
| 設備         |                  |            | ＞         |            |            | ＜＞       |            | 弱         | ＞         |            |            |
| 車内表示器数 | 29               | 30         | 36         | 36         | 36         | 36         | 36         | 36         | 36         | 36         | 29         |
| 搭載機器     | SIV              |            | VVVF       | VVVF,CP    | SIV        | VVVF       | VVVF,CP    |            | VVVF       | VVVF,CP    | SIV        |
| 車両重量 (t) | 33.3             | 27.1       | 31.7       | 31.1       | 29.2       | 32.3       | 31.1       | 29.3       | 31.5       | 30.8       | 33.4       |

- 全車両4扉車。
- 10号車は11号車寄りの扉位置を車体内方にオフセットした車両。
- ＞は常用パンタグラフ、＜は予備パンタグラフ。
- 全車両にベビーカー・車椅子スペースあり。11号車のみ1号車寄り、その他の車両はすべて11号車寄り。
- 弱は弱冷房車。

備考
1. ↑  JR東日本、山手線に新型車両「E235系」を11月30日より運行開始 - トラベルWatch 2015年11月30日
2. 1 2 3  『鉄道ジャーナル』通巻617号、p.57
3. ↑  『鉄道ファン』通巻651号、p.92
4. ↑  “製品紹介 JR東日本　E235系 一般型直流電車” (PDF). 技報第4号（製品紹介）.   株式会社総合車両製作所. 2016年8月11日時点のオリジナルよりアーカイブ。2016年6月16日閲覧。
5. 1 2 3 4 5  『鉄道ジャーナル』通巻617号、p.58
6. ↑  “東急電鉄&J-TRECが共同開発「sustina」第1号車両、東横線5050系でデビュー”. マイナビニュース. (2013年4月11日) 2015年6月6日閲覧。
7. 1 2 3 4 5 6 7 8 9 10  『鉄道ジャーナル』通巻617号、p.60
8. ↑  スマホ?電子レンジ?野菜? 山手線の新車両がいろんなものに似すぎている件 - Jタウンネット、2015年12月1日
9. ↑  新型車投入の横須賀線、“通勤電車ではなかった”歴史と「車両交代」の意味 - ITmedia、2020年6月19日
10. ↑  “製品紹介 JR東日本 E235系 一般型直流電車” (PDF). 技報第4号（製品紹介）.   株式会社総合車両製作所. 2016年8月11日時点のオリジナルよりアーカイブ。2016年6月16日閲覧。
11. 1 2 3 4  『鉄道ジャーナル』通巻617号、p.59
12. 1 2  三菱電機『三菱電機技報』2018年8月号「東日本旅客鉄道（株）向けE235系車両用空調装置の特長とメンテナンス性向上 (PDF) 」。
13. ↑  杉山淳一 (2014年7月11日). “え？　もう新車？──JR東日本が急ぐ、「新・山手線」投入のワケ”. ITmedia ビジネスオンライン. p. 4. 2017年6月4日閲覧。
14. 1 2  JR東日本E235系、山手線新型車両11/30デビュー! 車内広告は紙媒体と併用に - マイナビニュース 2015年10月13日
15. 1 2  “ADトレイン” (PDF).  ジェイアール東日本企画. 2017年7月30日時点のオリジナルよりアーカイブ。2017年6月16日閲覧。
16. ↑  山手線の新型車両「E235系」、11月30日から運行　中吊り広告は存続 - ITmedia 2015年10月14日
17. ↑  讀賣新聞東京版2015年10月14日35面。
18. ↑  “中づり広告存続のワケ”.  テレビ東京 (2015年11月25日). 2015年11月28日時点のオリジナルよりアーカイブ。2017年2月10日閲覧。
19. 1 2  “山手線の中づり広告“復活”へ　新型車両で13年ぶり”. ANNnewsCH（テレビ朝日公式YouTubeチャンネル） (テレビ朝日). (2015年10月14日) 2017年6月16日閲覧。
20. 1 2  “山手線の新型車両　電子広告増設、中吊りちょい残し”. ANNnewsCH（テレビ朝日公式YouTubeチャンネル） (テレビ朝日). (2015年11月25日) 2017年6月16日閲覧。
21. ↑  富士電機技報　2018年Vol.91「輸送品質向上を目指したJR東日本E235系車両（山手線）向けドアシステム」 (PDF) （インターネットアーカイブ）。
22. ↑  “鉄道車両向けSiC適用インバーター駆動システム” (PDF).   三菱電機. 2016年7月6日時点のオリジナルよりアーカイブ。2021年2月1日閲覧。
23. 1 2  『月刊とれいん』通巻486号、pp.3-6
24. 1 2  三菱電機技報　2018年1月号特集「技術の進歩」 (PDF)
25. ↑  「省エネ性能を追求した鉄道車両用主回路システム」 (PDF)  - 「東芝レビュー」Vol.71 No.4 2016 pp.8-11 表1
26. 1 2 3 4  『鉄道ファン』通巻651号、p.93
27. 1 2  『鉄道ファン』通巻651号、p.100
28. ↑  『鉄道ファン』通巻651号、p.98
29. ↑  三菱電機『三菱電機技報』2016年1月号 「東日本旅客鉄道㈱のE235系量産先行車向け次世代車両制御システム 　 INTEROS (PDF) 」 p.53（インターネットアーカイブ）。
30. ↑  『鉄道ジャーナル』通巻617号、p.62
31. 1 2 3 4  『鉄道ジャーナル』通巻617号、p.63
32. ↑  JR山手線E235系、5月に量産車3編成デビュー - ローレル賞受賞も - マイナビニュース 2017年6月1日
33. ↑  “鉄道開業時の1号機関車をイメージした「黒い山手線」の運転開始｜鉄道ニュース｜2022年10月3日掲載｜鉄道ファン・railf.jp”. 鉄道ファン・railf.jp. 2022年10月3日閲覧。

#### 編成表
特記ない限りは2024年（令和5年）4月1日時点の情報を示す。
備考
1. ↑  ※印の番台は、新造車の500番台またはE231系500番台からの改造編入車の4600番台を連結。

#### 量産先行車
本系列の量産先行車であるトウ01編成は、2015年（平成27年）3月23日に総合車両製作所新津事業所を出場した。信越本線内で試運転を行ったのち、3月26日に越後石山駅から東京総合車両センターへ配給輸送された。3月28日に報道公開が行われ、3月30日には山手線に初めて入線し、試運転として大崎駅 - 新宿駅 - 池袋駅間を1往復した。4月には東海道貨物線で試運転、5月からは日中の山手線での周回試運転が行われ、6月には中央本線大月までの試運転が行われた。11月29日には、びゅう旅行企画の団体臨時列車として、横須賀線の品川駅 - 横須賀駅間を往復した。これが初めて乗客を乗せての運転となった。そして、営業運転初日の11月30日は、始発駅である大崎駅で出発セレモニーが行われた後、同駅15時18分発の外回り1543Gから営業運転を開始した。

#### 車両トラブル
しかし、営業運転開始から約5分後の15時23分頃に目黒駅でオーバーランが発生したのを皮切りに、大崎駅でドアの開閉に異常が発生、大塚駅では停車位置の1.5メートル手前で停車し、システムモニターに複数の故障表示が出て乗客約700人が車内におよそ30分間閉じ込められるといったドアやブレーキ故障などのトラブルが相次いで発生した。そのため初日は23時頃に大塚駅で運転を打ち切り、東京総合車両センターへ回送された。
営業運転開始前の試運転で乗車率40%に相当する荷重を積載しての試運転は行われていたが、乗車率100%相当での試運転は行われずシミュレーションのみが行われた。事前の確認不足によりINTEROSに不具合が生じたと考えられている。運用離脱後、不具合の原因とみられる次世代車両制御システム「INTEROS」のソフトウェア改修を行い、さらに様々な状況下でも問題なく動作することも確認できたため、2016年（平成28年）3月7日から営業運転を再開した。

#### 量産車
2017年（平成29年）5月22日から量産車の投入が開始された。量産車からは以下の変更が行われている。
- 外装に耐候性・耐汚染性に優れたスリーエム ジャパン製の透明フィルム「3Mスコッチカルフィルム」を採用[報道 7]。貼り付け範囲など、外観見つけの向上にも配慮している[15]。
- 先頭車前頭部周辺の保守性向上のため、表記類などを見直し[15]。
- 荷物の上げ下ろしをしやすくするため、荷物棚の高さを1678 mmから1628 mmとした[注 16]。
- 手摺は清潔感を保つため、表面を微細な凹凸のある質感となった[15]。
- 内装ロールバー構造の見直し[15]。
- 優先席前の床色を薄い赤色から濃い赤色に変更。
- 保安装置はATS-Pの搭載を省略し、ATACS（R-ATC）の搭載準備を実施[15]。
- 空気清浄機の台数を増加[15]。
- 運転士用座席の形状を変更[15]。
- 車内放送用スピーカーのグリルを変更。

最初の量産車となるトウ02編成は、2017年4月17日に越後石山駅から東京総合車両センターへ配給輸送され、山手線内で試運転を行った後、5月22日の大崎駅16時47分発の外回り1649Gから営業運転を開始。なお、量産先行車のトウ01編成はサハE235-4620への改造を新津で施工し、11両編成で出場していたが、量産車は10両編成で出場し、東京総合車両センターへの配給輸送後に同所で改造されたサハE235形4600番台（トウ02編成は4640）を組み込む形を取っている。
また、トウ04編成とトウ05編成は11両全てが新造車となり、10号車には新番台区分のサハE235形500番台が組み込まれた。
2017年5月から2020年1月にかけて49編成（量産先行車と合わせて全50編成）が順次導入され、E231系500番台を置き換えた。置き換えられたE231系500番台は中央・総武緩行線へ転属し、玉突き転配でE231系0番台の一部と209系500番台が武蔵野線や八高・川越線に転用された。

#### ATOによる試運転
ATO（自動列車運転装置）を搭載しての試運転が2018年12月から2019年1月にかけて深夜の山手線で4回行われた。これは山手線のATOの実用化とGoA3と呼ばれる車掌が乗務してのドライバレスによる自動運転を目指すため、それらに必須となるATOの開発に向けた評価と課題抽出が目的であり、運転席正面の計器盤の上部に、運転士が前方を注視したまま必要情報が常に把握できるHUD（ヘッドアップディスプレイ）が試験目的で設置された。HUDはINTEROS（列車情報管理装置）からの情報液晶表示素子をLEDにより投影するが、投影される文字やイラストは景色と同じピントで視認できるように虚像距離を遠方にとることで運転士の視野内に結像され、速度・加減速指令・扉開閉方向・停止精度が表示されるほか、徐行区間・架線のエアセクション・扉開閉情報・指令からの通告情報などの表示が可能。また、一般的なATOによる運転は、列車の運行条件に関わらず一定の走行パターンで駅間を走行するが、開発中のATOによる運転は、地上の運行管理装置との連携することで運行条件に応じて、その走行パターンを可変させる機能を有する予定である。今回の4回による試運転ではATO装置を毎回違う編成に付け替えて行われたため、出発スイッチの代用として運転台の右グリップ右側にあるインチングスイッチが使用された。

### 1000番台

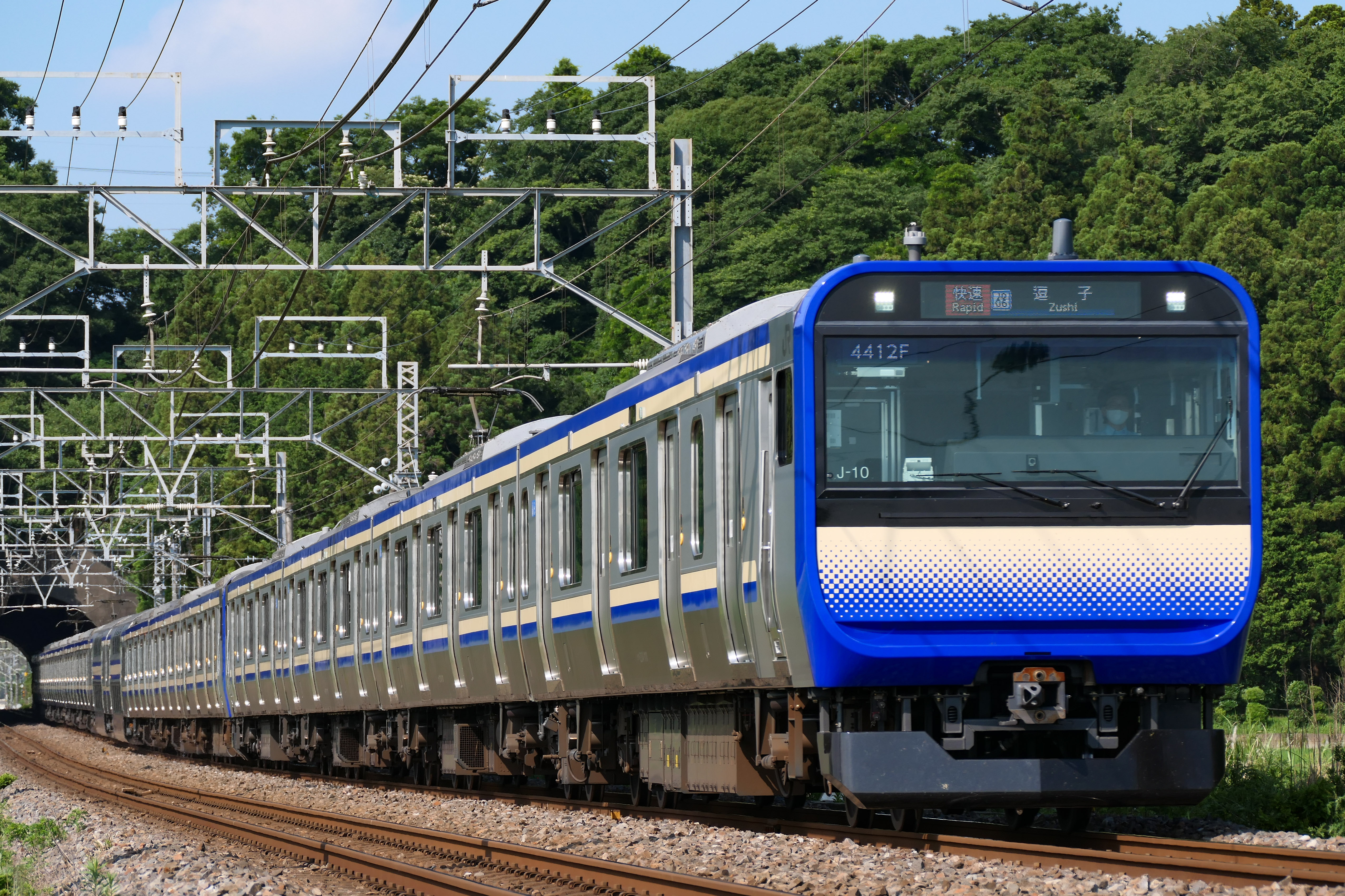
1000番台J-10編成を先頭とする15連（2021年6月10日 佐倉駅 - 物井駅間）

横須賀・総武快速線向けの車両で、鎌倉車両センターに配置されている。
2018年9月4日のJR東日本の定例会見において、E217系の置き換えのため2020年度より本形式計745両（基本編成11両編成51本、付属編成4両編成46本）を新造することが発表されたが、運用数の見直しにより、計715両（基本編成11両編成49本、付属編成4両編成44本）に変更された。2020年12月21日より営業運転を開始。横須賀・総武快速線のほか、直通運転を行っている外房線（千葉駅 - 上総一ノ宮駅間）、内房線（蘇我駅 - 君津駅間）、総武本線（千葉駅 - 成東駅間）、成田線（佐倉駅 - 香取駅間、成田駅 - 成田空港駅間）、鹿島線（香取駅 - 鹿島神宮駅間）の各線区において運用されている。
編成はE217系と同じく基本編成11両（うち2両はグリーン車）と付属編成4両とされた。基本編成はE217系より2両電動車が増加しMT比は15両編成で8M7T、11両編成で6M5T、4両編成で2M2Tとなる。
外観は「横須賀色（スカ色）」を継承したクリーム色■（クリーム1号）とブライトブルー■（青20号）のツートンカラーの帯となっている。 塗装は山手線用のものとは異なり、ホームドアの未整備駅が多い路線を走ることから、分かりやすさを考え、従来車のE217系と大きくカラーリングを変更せず横帯とした。なお、ドア部分には帯が施されていない。
常に車両の搭載機器や架線・路線の地上設備の状態監視を行うモニタリング技術を初めて採用、量産先行車でしか搭載されていなかった架線・路線の地上設備の状況監視を行う線路設備モニタリング装置を搭載、またINTEROSで車両の搭載機器の状態監視も行い、それらのデータをリアルタイムに地上システムへ送信することで安全性・安定性の向上を図っている。起動加速度は1.85 km/h/sと0番台より低く、E217系と性能を合わせている。
架線の通電時には充電し、架線の停電時には充電された電力を使用して最寄駅等まで走行可能な蓄電池（東芝インフラシステムズ製）を搭載した、非常走行用電源装置をJR東日本で初めて採用している。この装置は2号車・3号車・6号車・7号車に搭載されており、この内2号車・6号車（モハE234）に通常床下1カ所設置してある元空気タンクが、屋根上の両端2カ所に移設されている。また、屋根上にある冷房装置の容量も拡大された。
内装は普通車は全車ロングシートとなり、E217系と比較して座席幅を10mm拡大しているほか、全車両にフリースペースが設けられている。車内案内画面は大型化（21インチ）が図られおよび4か国語対応、客室内に監視カメラなどを設置している。普通車は立客の姿が隣り合う着席客の視界に入らないようにという利用客からの要望から、座席の袖仕切りは0番台で使われている透明パネルを撤廃、天地寸法を高くし、これまでのデザインから大きく変更した。普通車の床敷物の柄は0番台のドット柄のグラデーション柄から変更し、車両間の統一感を持たせるため落ち着きのある柄を採用している。車内温度保持を目的とした客室扉の半自動機能の追加に伴うドア開閉ボタン、車外スピーカーなども設置する。
本系列では初となるグリーン車には、首都圏を走行する普通・快速列車として初めて液晶ディスプレイの車内案内装置を搭載する。また、電源コンセントを各座席の肘掛けに設置するほか、無料公衆無線LANサービス（無料Wi-Fi）を提供する。グリーン車の座席の構造はE233系やE231系と同様のものを使用しているが、デザインを従来車から大きく変更している。また、平屋を含む階上席と階下席のカラーリングは従来別の色を使ってきたが、共通化されている。
トイレが設置され、普通車に設置するトイレは全て車椅子対応大型洋式トイレとなり、同トイレの設置位置はE217系と異なり、基本編成の1・6号車、付属編成の増1号車に設置される。
運転機器類の高さは、0番台同様に身長150 cmの目線の高さに相当する1,410 mmに抑え、運転台機器の表示装置類の角度もE233系の65°から50°へと変更し、運転士に対して機器類の視認性向上を図っている。
分割併合作業の効率化を図るため、INTEROS対応の2段式電気連結器を搭載している。F7・J7編成以前は全先頭車に搭載していたが、F8・J8編成以降はクハE234形1000番台・クハE235形1100番台のみに搭載している。2023年11月以降、F7・J7編成以前の編成で電連を撤去したクハE235形1000番台・クハE234形1100番台が存在する。
田浦駅の停車時には、ホーム長が10両弱分しかなく先頭から5つ目までのドアが乗降に支障をきたすことから、E217系ではドアカットスイッチ（通称田浦スイッチ）を使用していたが、本系列ではINTEROSの列車位置情報から自動でドアカットするプログラムに組み込まれた。

#### マイナーチェンジ
2022年度製造分のF14・J14編成以降からは、従来編成に取り付けられていた信号炎管を省略。普通車の車内の仕様では貫通扉や扉脇の化粧板が省略され、荷物棚もパイプ式に変更された。

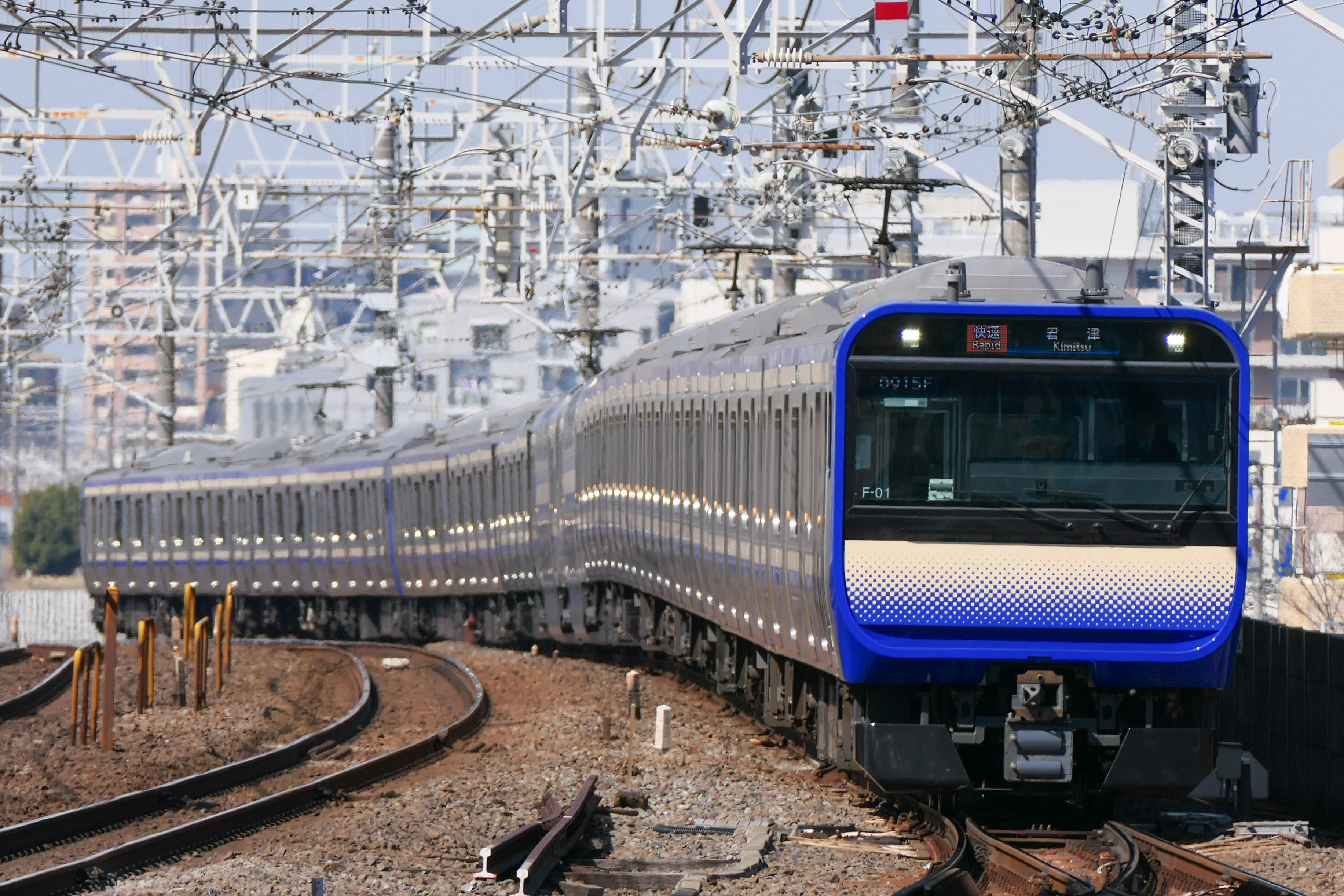
電気連結器を装備するクハE235形1000番台を先頭とした15連（2021年3月4日 市川駅 - 新小岩駅間）
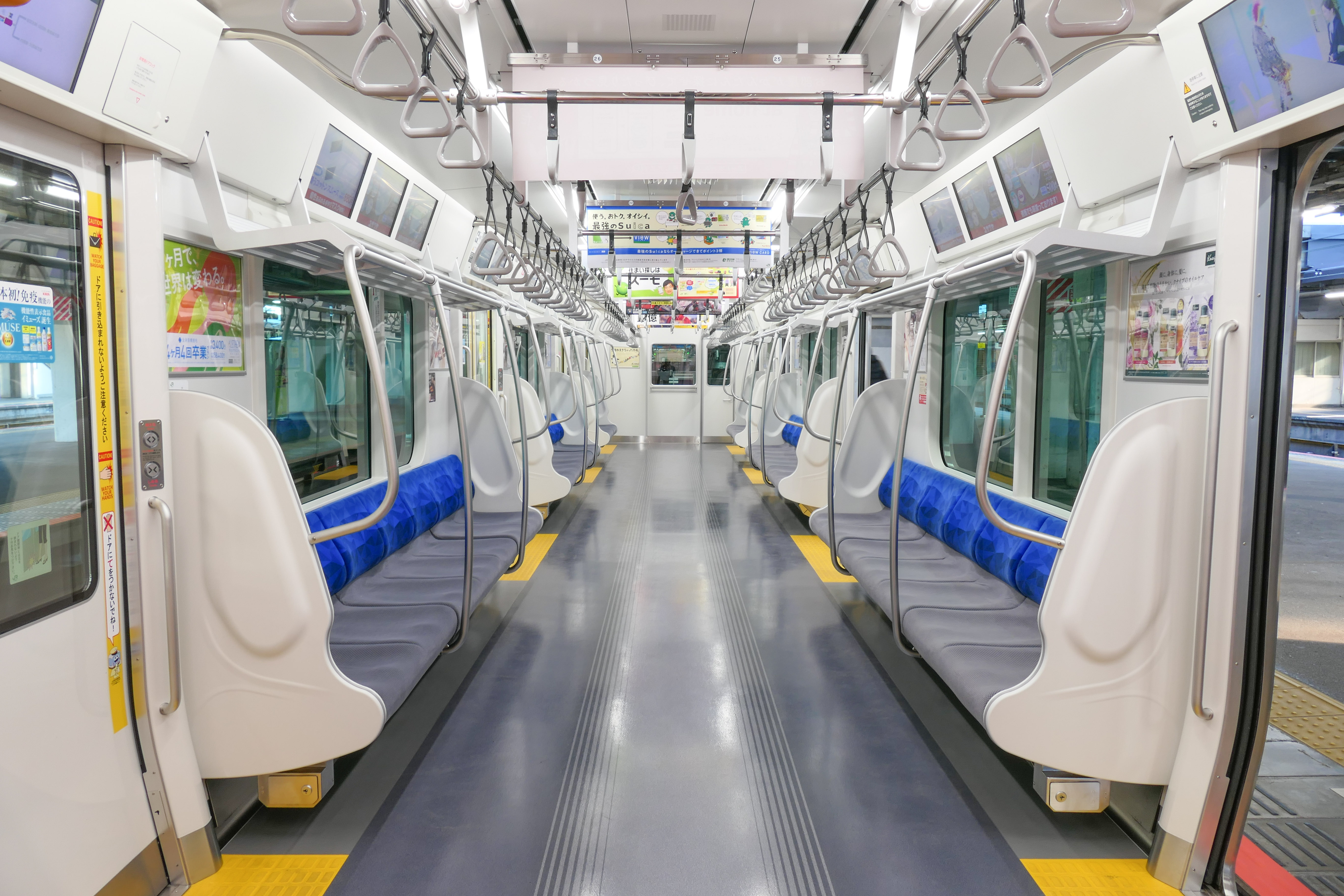
車内全景（マイナーチェンジ前）
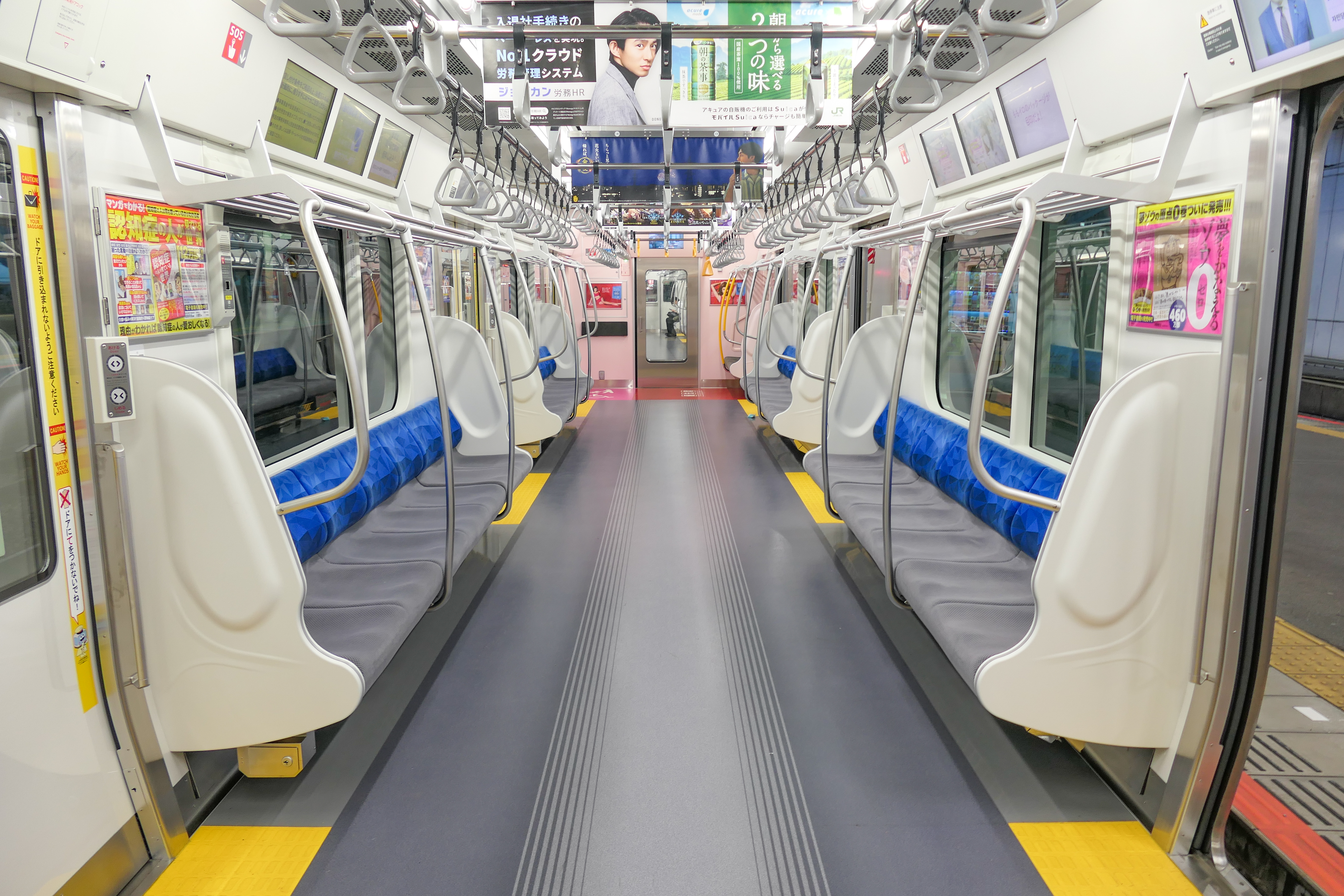
車内全景（マイナーチェンジ以降）
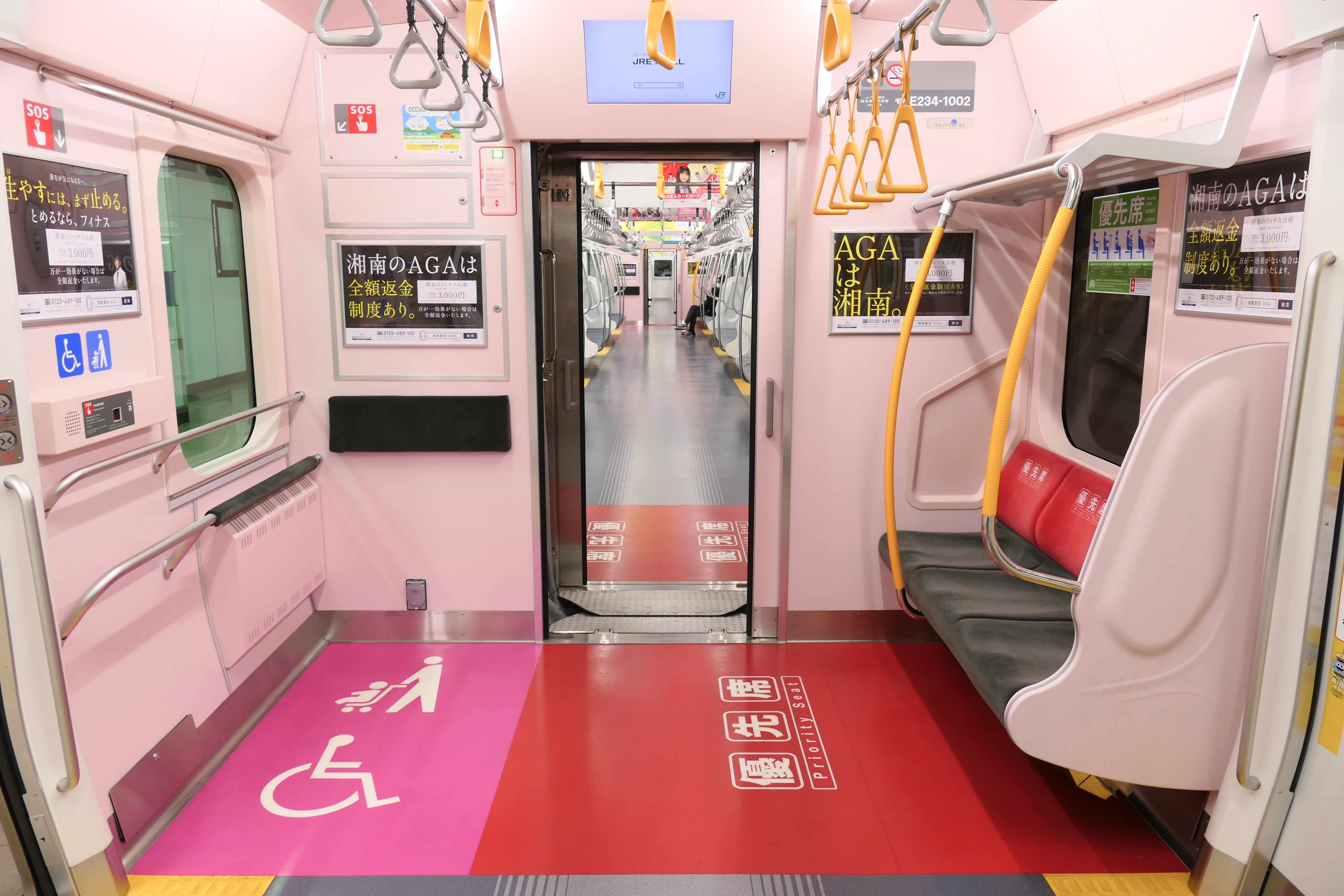
フリースペース
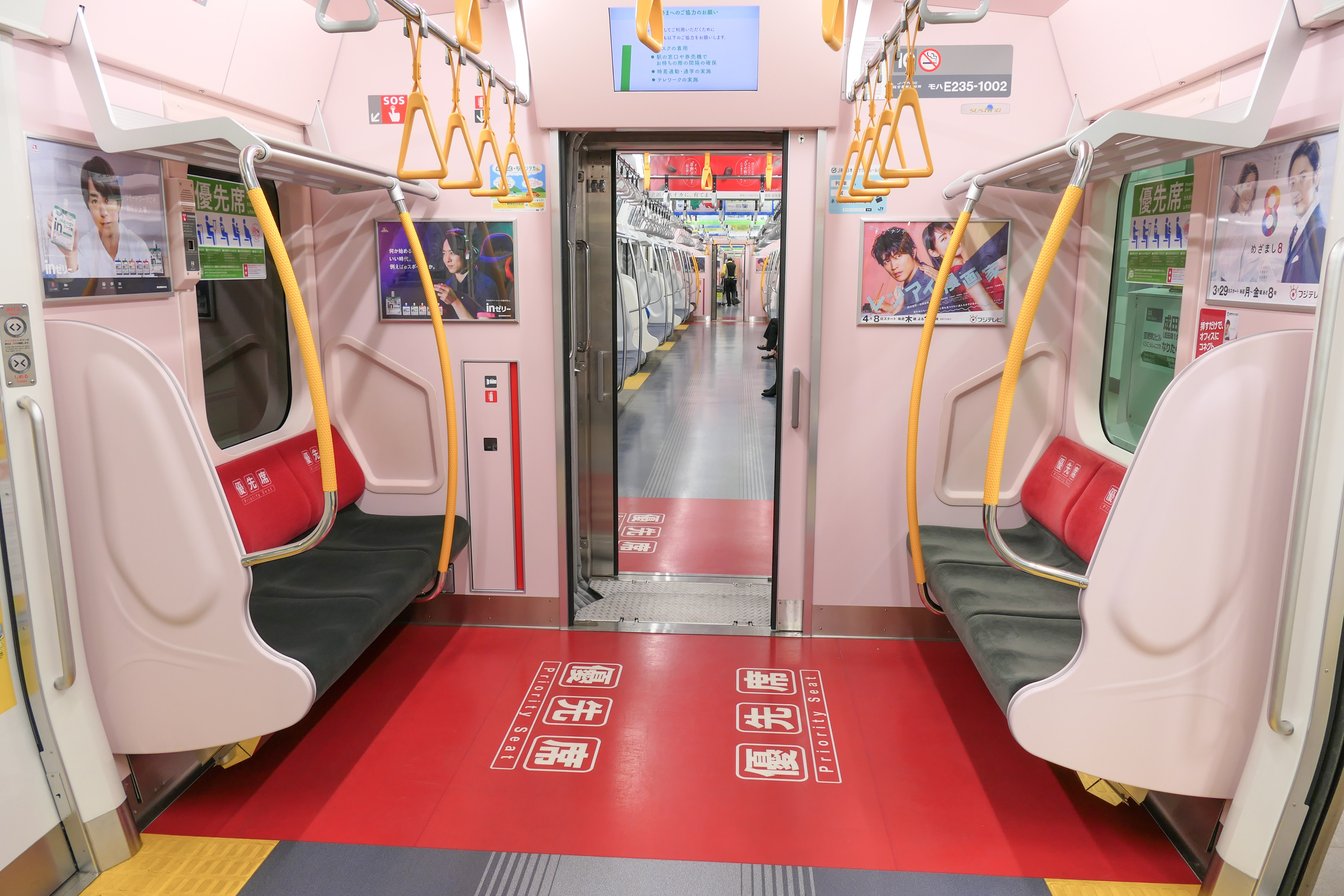
優先席
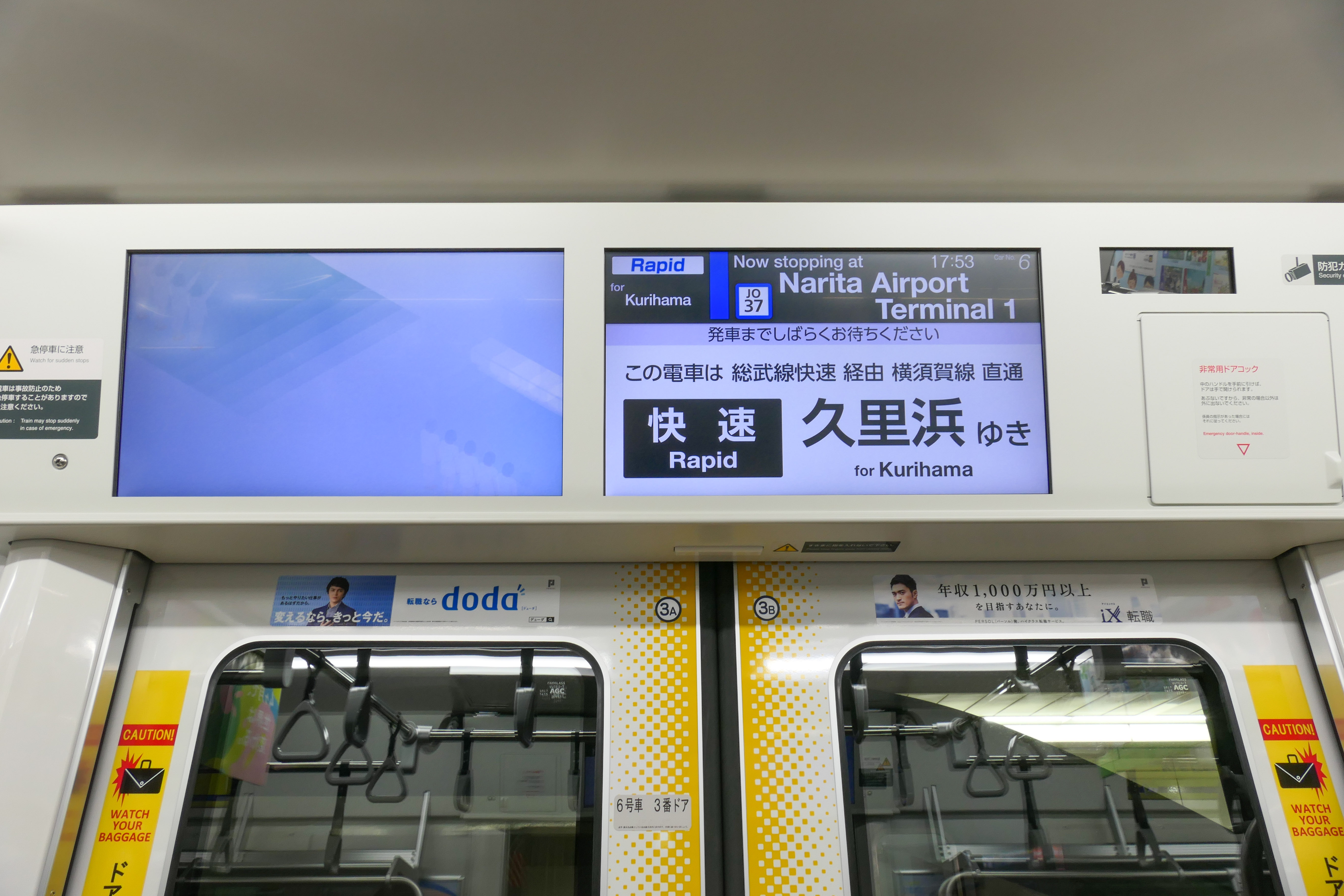
車内案内画面・防犯カメラ
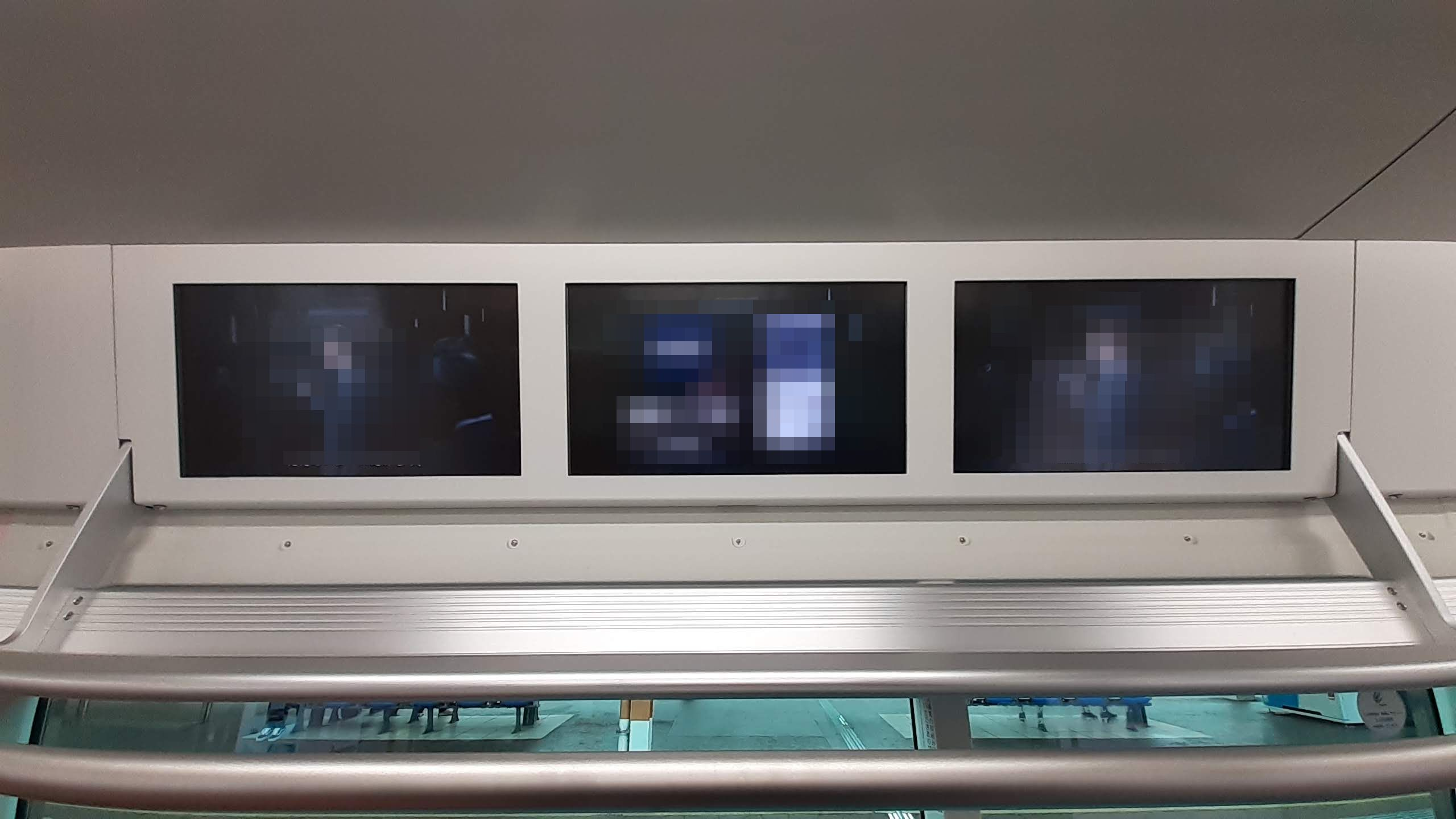
デジタルサイネージ
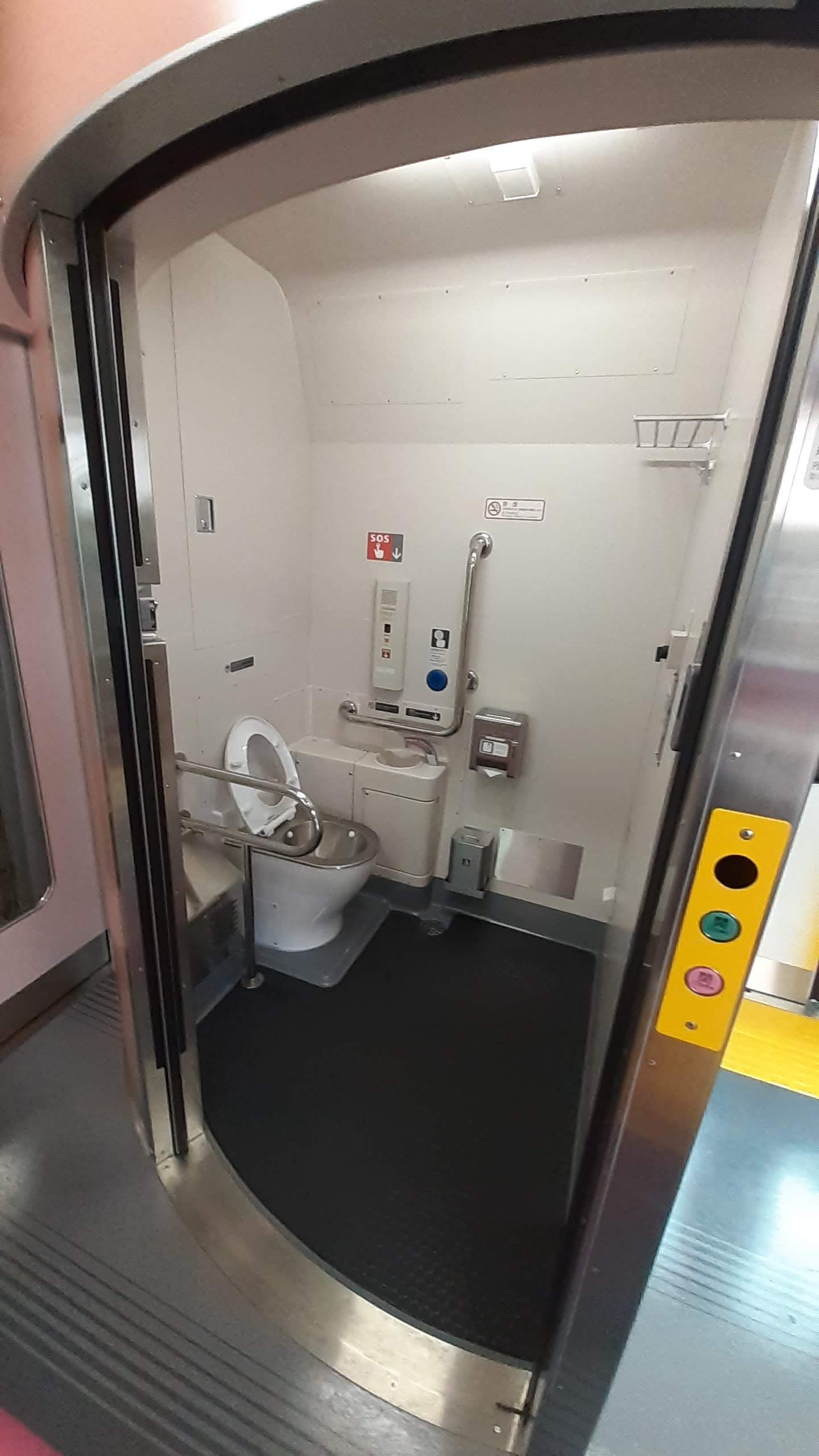
バリアフリー対応トイレ
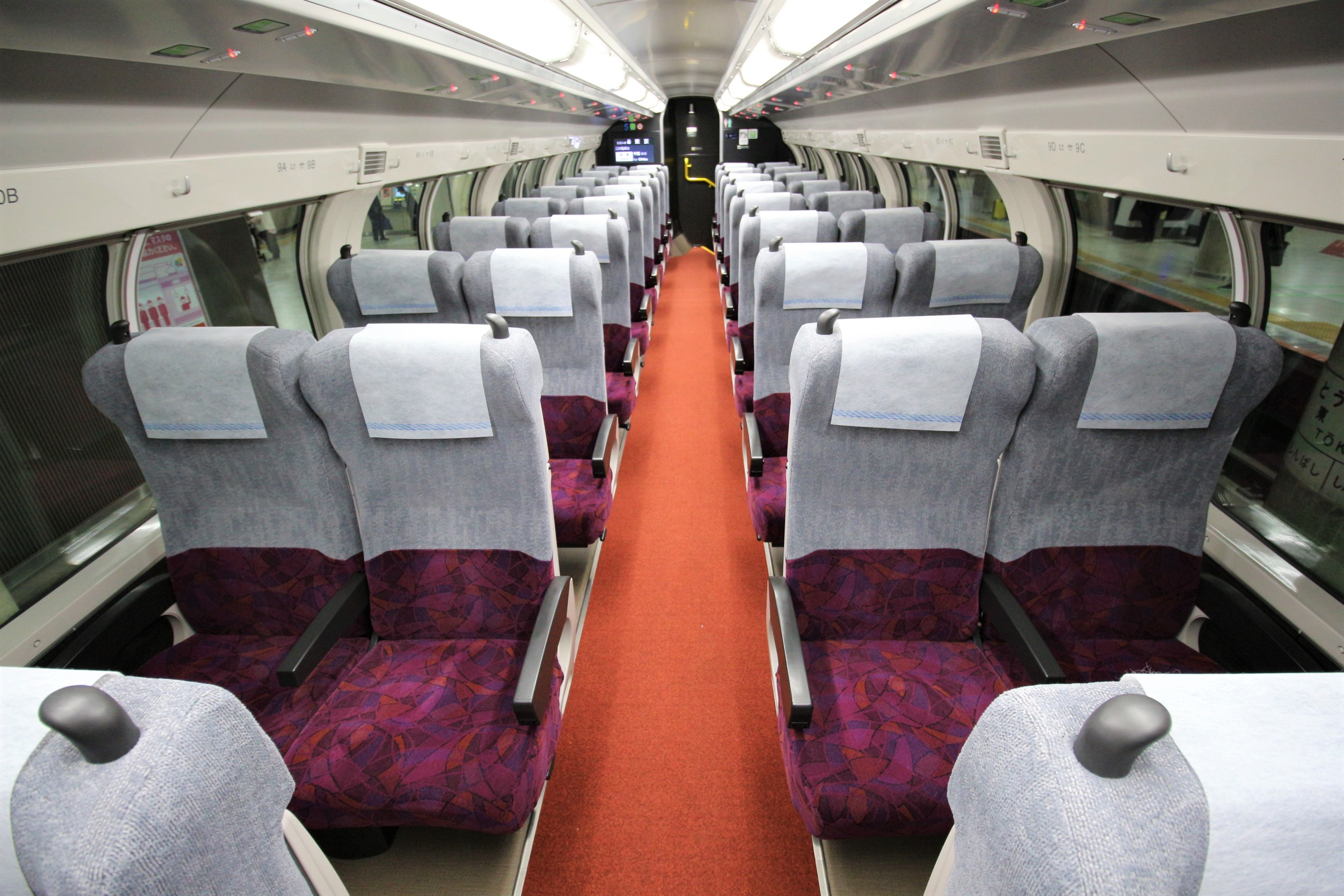
グリーン車2階
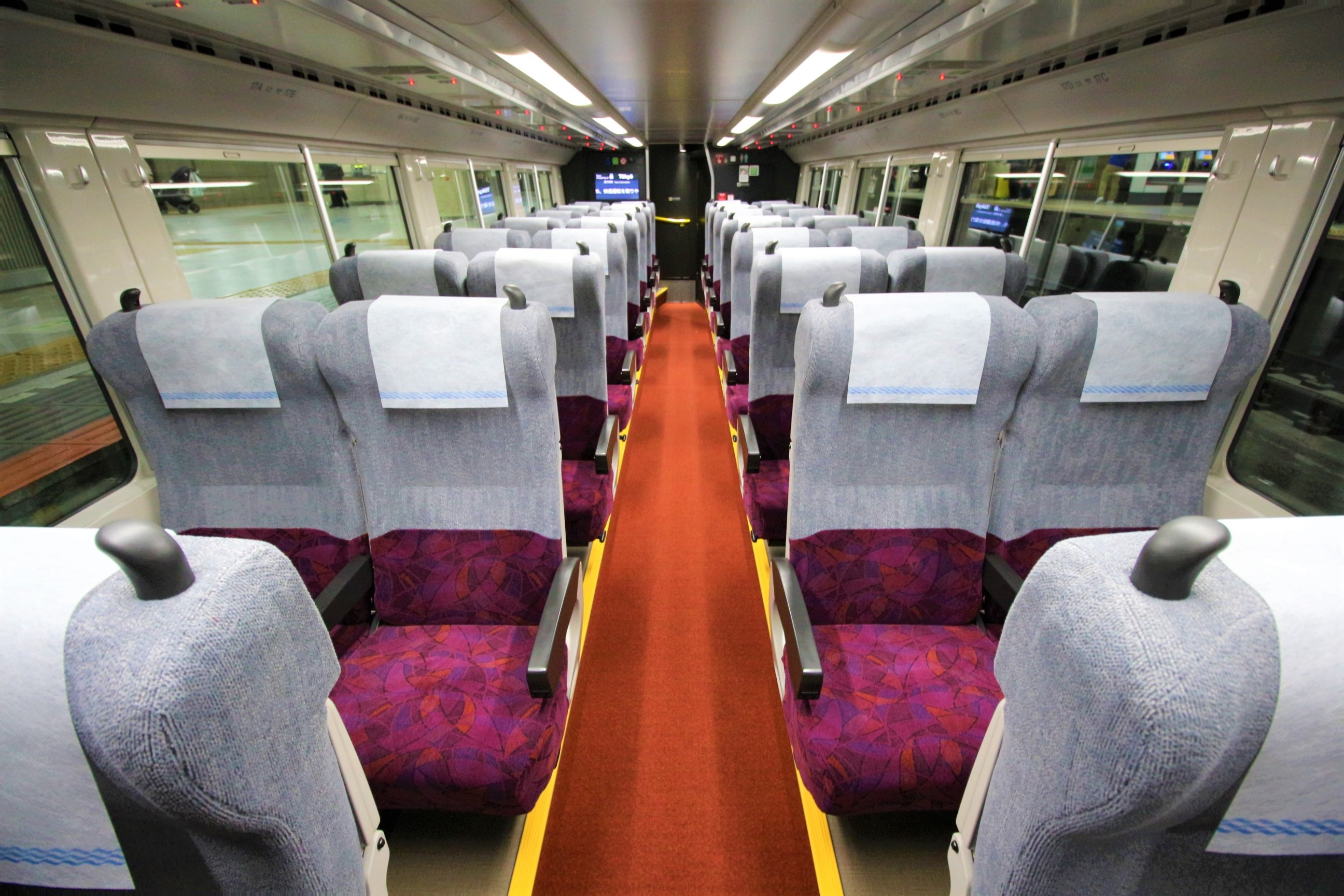
グリーン車1階
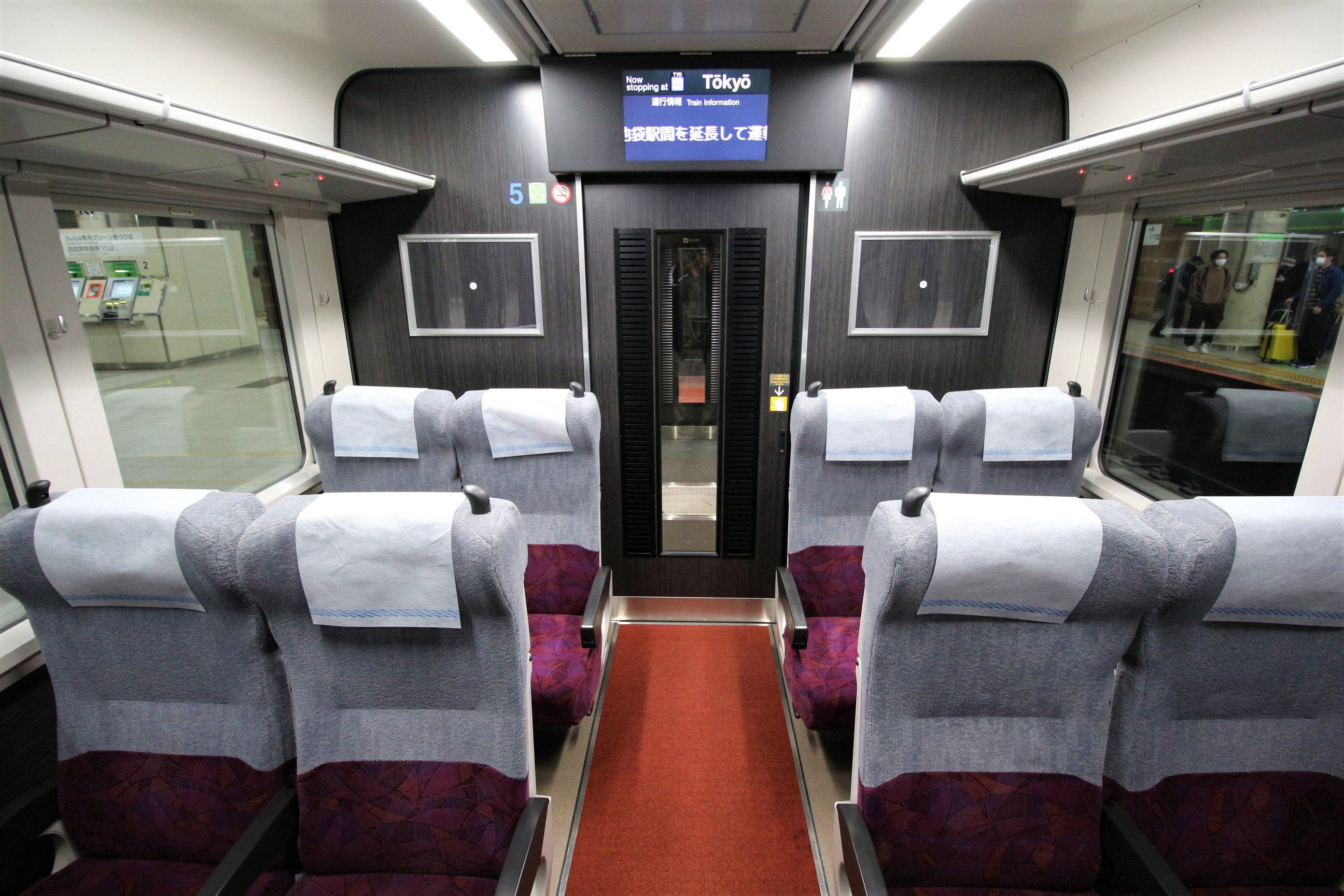
グリーン車平屋席
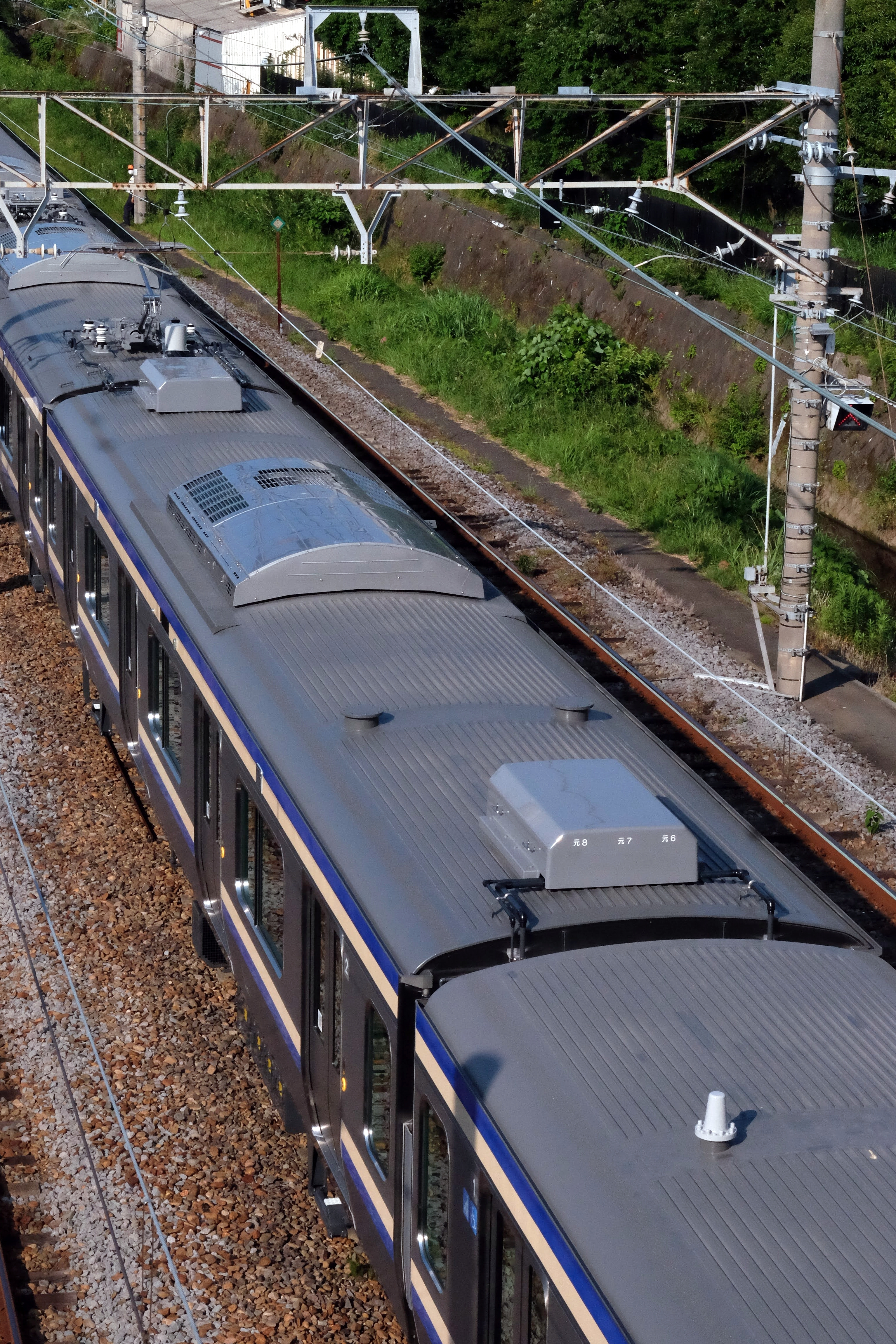
モハE234形1300番台の元空気タンク
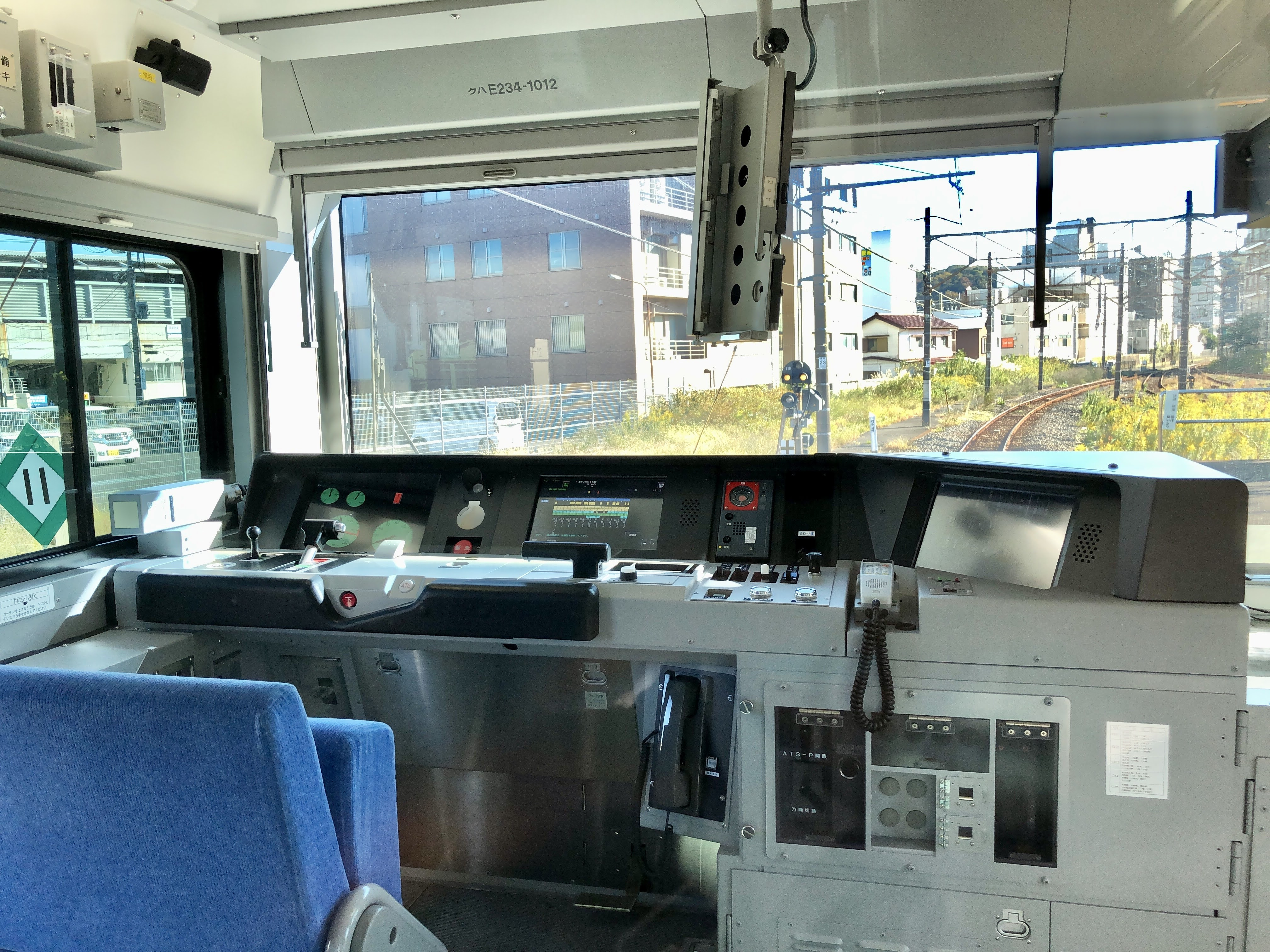
運転台機器

#### 編成構成
|                    |                      |          | ← 成田空港・成東・鹿島神宮・君津・上総一ノ宮・千葉逗子・久里浜 → |               |               |               |               |               |               |               |               |               |               |  |
|                    |                      |          |                                                                  |               |               |               |               |               |               |               |               |               |               |  |
| 横須賀・総武快速線 | 基本編成（11両編成） | 号車     | 11                                                               | 10            | 9             | 8             | 7             | 6             | 5             | 4             | 3             | 2             | 1             |  |
| 横須賀・総武快速線 | 基本編成（11両編成） | 車種構成 | クハE235-1000                                                    | モハE235-1000 | モハE234-1000 | サハE235-1000 | モハE235-1200 | モハE234-1200 | サロE235-1000 | サロE234-1000 | モハE235-1300 | モハE234-1300 | クハE234-1000 |  |
| 横須賀・総武快速線 | 基本編成（11両編成） | 設備     |                                                                  | ＞            |               |               | ＞            | WC            | WC            |               | ＜＞          |               | WC            |  |
| 横須賀・総武快速線 | 基本編成（11両編成） | 搭載機器 | SIV                                                              | VVVF          | VVVF,CP       |               | VVVF          | VVVF,CP       |               |               | VVVF          | VVVF,CP       | SIV           |  |
| 横須賀・総武快速線 | 付属編成（4両編成）  | 号車     | 増4                                                              | 増3           | 増2           | 増1           |               |               |               |               |               |               |               |  |
| 横須賀・総武快速線 | 付属編成（4両編成）  | 車種構成 | クハE235-1100                                                    | モハE235-1100 | モハE234-1100 | クハE234-1100 |               |               |               |               |               |               |               |  |
| 横須賀・総武快速線 | 付属編成（4両編成）  | 設備     |                                                                  | ＜＞          |               | WC            |               |               |               |               |               |               |               |  |
| 横須賀・総武快速線 | 付属編成（4両編成）  | 搭載機器 |                                                                  | VVVF          | VVVF,CP       | SIV           |               |               |               |               |               |               |               |  |

#### 編成表
特記ない限りは2024年（令和6年）4月1日時点の情報を示す。

## 車歴表
特記ない限りは2024年（令和6年）4月1日時点の情報を示す。
- 製造…新津：総合車両製作所新津事業所、横浜：総合車両製作所横浜事業所
- 配置…東京：東京総合車両センター、鎌倉：鎌倉車両センター
- 改造所…東京：東京総合車両センター